# Chiến tranh biên giới Việt Nam – Campuchia
Chiến tranh biên giới Việt Nam – Campuchia, hay còn được gọi là Chiến tranh biên giới Tây Nam; tiếng Khmer: សង្គ្រាមកម្ពុជា-វៀតណាម, UNGEGN: Sângkréam Kâmpŭchéa-Viĕtnam; Những người theo chủ nghĩa dân tộc Khmer gọi là Việt Nam xâm lược Campuchia (tiếng Khmer: ការឈ្លានពានរបស់វៀតណាមមកកម្ពុជា, UNGEGN: Karchhléanpéan rôbâs Viĕtnam môk Kâmpŭchéa), là cuộc xung đột quân sự giữa Cộng hòa Xã hội chủ nghĩa Việt Nam và Campuchia Dân chủ. Cuộc chiến có nguyên nhân từ các hoạt động quân sự của quân Khmer Đỏ tấn công vào lãnh thổ Việt Nam, giết chóc người dân, đặc biệt là vụ thảm sát Ba Chúc khiến hơn 3.000 dân thường Việt Nam thiệt mạng. Vào ngày 25 tháng 12 năm 1978, Việt Nam tiến hành một cuộc phản công toàn diện vào Campuchia, sau đó chiếm đóng nước này và lật đổ chính phủ của Đảng Cộng sản Campuchia.
Việc đánh đổ Khmer Đỏ đã được thực hiện xong từ năm 1979, tuy nhiên tàn quân Khmer Đỏ vẫn còn tồn tại và đe dọa chính phủ mới tại Campuchia dẫn tới việc Việt Nam đóng quân ở lại Campuchia trong suốt 10 năm tiếp theo.

## Khái quát
Cuộc chiến có thể chia làm 4 giai đoạn:
- Giai đoạn 1: Từ giữa năm 1975 đến cuối năm 1978: Khmer Đỏ tổ chức nhiều cuộc tấn công vào lãnh thổ Việt Nam, phá hủy nhiều ngôi làng và giết hại hàng ngàn thường dân Việt Nam. Phía Việt Nam chỉ tổ chức phòng ngự và cố đàm phán tìm giải pháp hòa bình, nhưng Khmer Đỏ bác bỏ.
- Giai đoạn 2: Từ tháng 12 năm 1978 đến tháng 5 năm 1979: Khmer Đỏ tổ chức cuộc tấn công lớn nhất vào lãnh thổ Việt Nam với 19 sư đoàn nhưng bị phía Việt Nam đánh bại. Sau cuộc tấn công, Việt Nam thấy không có cơ hội để đàm phán hòa bình nên đã tổ chức tấn công lớn vào Campuchia, lật đổ Khmer Đỏ và lập nên chế độ mới do Heng Samrin đứng đầu. Tàn quân Khmer Đỏ chạy sang ẩn náu bên kia biên giới Thái Lan.
- Giai đoạn 3: Từ giữa năm 1979 đến cuối năm 1985: Khmer Đỏ với sự trợ giúp về lương thực, vũ khí của Thái Lan, Trung Quốc và Hoa Kỳ đã tổ chức đánh du kích và đe dọa sự tồn tại của chế độ Cộng hòa Nhân dân Campuchia. Năm 1982, Việt Nam rút bớt quân khỏi Campuchia, ngay sau đó Khmer Đỏ hoạt động mạnh trở lại và chiếm một số khu vực. Nhận thấy quân đội Cộng hòa Nhân dân Campuchia còn rất yếu ớt nên không thể tự chống cự được, Việt Nam buộc phải tiếp tục đóng quân tại Campuchia để bảo vệ chế độ Hun Sen và truy quét Khmer Đỏ. Mùa khô 1984–1985, cuộc tấn công quyết định của Việt Nam đã phá hủy các căn cứ chính của Khmer Đỏ, khiến Khmer Đỏ suy yếu đi nhiều và không còn đủ sức đe dọa chế độ mới của Campuchia.
- Giai đoạn 4: Từ 1986 tới 1989: Sau chiến dịch mùa khô năm 1985, nhận thấy chế độ Cộng hòa Nhân dân Campuchia đã tự đứng vững được, từ năm 1986, Việt Nam rút dần quân khỏi Campuchia và đến năm 1989 thì rút hết. Nhân việc Việt Nam rút quân, các lực lượng tàn quân của Khmer Đỏ định tái hoạt động, nhưng bị quân đội Hun Sen đánh bại. Khmer Đỏ dần tan rã, các lãnh đạo bị bắt và bị đưa ra xét xử ở tòa án quốc tế.

## Bối cảnh
Từ cuối Chiến tranh Việt Nam, Việt Nam và Campuchia xuất hiện nhiều mâu thuẫn. Đại tướng Quân đội Nhân dân Việt Nam Phạm Văn Trà cho biết: năm 1972, nhiều đơn vị của Quân khu 9 sang Campuchia đã bị Khmer Đỏ giết hại. Một bệnh viện của Sư đoàn 1 tại Takéo cũng bị Pol Pot phá hủy. Tính 6 tháng đầu năm 1972, riêng Quân khu 203 (Quân khu Đông Nam của Campuchia) đã xảy ra 26 vụ giết bộ đội Việt Nam, 17 vụ cướp vũ khí, 385 vụ bắt cóc, 413 vụ tịch thu hàng hóa. Sáu tháng đầu năm 1973, quân Khmer Đỏ gây ra 102 vụ, giết và làm bị thương 103 bộ đội Việt Nam, cướp hàng chục tấn lương thực, vũ khí.
Từ năm 1970 đến 1973, khi Quân đội Nhân dân Việt Nam tập trung lực lượng đánh Mỹ và chế độ Việt Nam cộng hòa thì Khmer Đỏ đã gây ra 174 vụ khiêu khích, tập kích các hậu cứ, cướp vũ khí, lương thực, giết hơn 600 cán bộ và binh lính của họ.
Khmer Đỏ tăng cường xâm lấn vùng tây sông Sa Thầy, nam đường 19 thuộc tỉnh Gia Lai - Kon Tum. Đêm 3/1/1976, Khmer Đỏ tràn sang làng Xộp (xã Mo Ray, huyện Sa Thầy) đốt hết nhà cửa, cướp phá tài sản và bắt đi 130 dân làng. Đến tháng 6/1976, Khmer Đỏ tăng cường lực lượng ra sát biên giới, xâm canh lấn đất ở các tỉnh Long An, Bình Phước, Tây Ninh... và thực hiện các hành động khiêu khích như bắn vào đội tuần tra, uy hiếp nhân dân đang đi lại làm ăn gần đường biên, tập kích, đốt phá, bắt cóc, gài mìn gây sát thương. Do bị Khmer Đỏ truy sát, hàng chục ngàn người Campuchia đã chạy trốn sang Lào, Thái Lan, Việt Nam. Trong 2 năm (1975 - 1976), đã có trên 15.000 người Campuchia chạy sang Việt Nam.
Tranh chấp và xung đột biên giới xảy ra liên tục trong các năm 1977 và 1978, nhưng cuộc xung đột thực ra đã bắt đầu ngay sau khi quân Giải phóng tiến vào Sài Gòn. Ngày 4 tháng 5 năm 1975, một toán quân Khmer Đỏ đột kích đảo Phú Quốc, 6 ngày sau quân Khmer Đỏ đánh chiếm và hành quyết hơn 500 dân thường ở đảo Thổ Chu. Tức giận vì hành vi gây hấn của Khmer Đỏ, chính quyền Hà Nội phản công giành lại các đảo này. Trận đánh ở Phú Quốc làm nước Cộng hòa Xã hội chủ nghĩa Việt Nam mới thành lập lo ngại, vì cùng thời gian đó, quan hệ Việt Nam và Cộng hòa Nhân dân Trung Hoa đang xấu đi. Mối lo ngại này càng tăng thêm vì sự hiện diện của cố vấn Trung Quốc ở Campuchia và Trung Quốc tăng cường viện trợ quân sự cho lực lượng vũ trang Khmer Đỏ.
Tiếp theo sau cuộc đột kích vào các đảo Thổ Chu và Phú Quốc, bên cạnh nhiều cuộc đột kích nhỏ, Khmer Đỏ tiến hành hai cuộc xâm nhập quy mô lớn vào Việt Nam. Cuộc tấn công lớn đầu tiên diễn ra vào đêm 30 tháng 4 năm 1977, quân chính quy Khmer Đỏ sử dụng lực lượng cấp sư đoàn và lực lượng địa phương các tỉnh biên giới, bất ngờ đồng loạt tiến sâu 10 km vào lãnh thổ Việt Nam. Khmer Đỏ đánh vào 13 đồn công an vũ trang và 14/16 xã trên dọc tuyến biên giới, từ Vĩnh Gia đến Vĩnh Xương, chiếm một số vùng ở tỉnh An Giang và tàn sát một số lớn dân thường. Ngay trong đêm 30/4/1977, Sư đoàn 330 của Việt Nam được lệnh cơ động chiến đấu trên biên giới tỉnh An Giang, phối hợp với lực lượng vũ trang An Giang thực hiện nhiều trận đánh phản kích, khôi phục những địa bàn bị Khmer Đỏ chiếm đóng.
Cuộc tấn công lớn thứ hai diễn ra vào ngày 25 tháng 9 năm 1977, 9 sư đoàn chủ lực Khmer Đỏ cùng lực lượng địa phương mở cuộc tiến công đánh sang các tỉnh An Giang, Kiên Giang, Long An, Đồng Tháp lên hướng Tây Ninh. Riêng ở tỉnh Tây Ninh, 4 sư đoàn quân Khmer Đỏ đánh chiếm nhiều điểm ở các huyện Tân Biên, Bến Cầu, Châu Thành, đốt phá 471 ngôi nhà, làm gần 800 người dân bị giết, bị thương hoặc mất tích. Tính từ ngày 30 tháng 4 năm 1975 đến tháng 6 năm 1977, quân Khmer Đỏ đã xâm phạm biên giới Việt Nam trên 2.000 lần, sát hại hơn 4.000 người dân. Các cuộc tiến công và pháo kích vào An Giang tính đến ngày 19/5/1977 đã giết hại 222 người và làm 614 người dân Việt Nam bị thương, bắt đi 10 người, đốt cháy 552 nhà dân, cướp 134 tấn lúa và nhiều tài sản của người dân.
Để trả đũa, ngày 31 tháng 12 năm 1977, Quân đội Nhân dân Việt Nam tập trung 8 sư đoàn mở đợt phản công, đánh thiệt hại 5 sư đoàn Khmer Đỏ, đánh vào sâu 20–30 km trong đất Campuchia đến tận Neak Luong rồi mới rút lui từ ngày 5 tháng 1 năm 1978. Cuộc tấn công này được xem là lời "cảnh cáo" cho Khmer Đỏ. Đến thời điểm này Việt Nam vẫn tin rằng ban lãnh đạo Khmer Đỏ chia thành hai phái thân Việt Nam và chống Việt Nam và chưa rõ phái nào sẽ thắng thế. Phía Việt Nam đề nghị một giải pháp ngoại giao nhằm thiết lập một vùng phi quân sự dọc biên giới, nhưng Pol Pot từ chối. Ngày 31 tháng 12 năm 1977, Pol Pot đơn phương cắt đứt quan hệ ngoại giao với Việt Nam và giao tranh tiếp diễn.
Ngày 1 tháng 2 năm 1978, Trung ương Đảng Cộng sản của Pol Pot họp bàn chủ trương chống Việt Nam và quyết định thành lập 15 sư đoàn. Trong nghị quyết của họ có ghi: "Chỉ cần mỗi ngày diệt vài chục, mỗi tháng diệt vài ngàn, mỗi năm diệt vài ba vạn thì có thể đánh 10, 15, đến 20 năm. Thực hiện 1 diệt 30, hy sinh 2 triệu người Campuchia để tiêu diệt 50 triệu người Việt Nam". Pol Pot đã điều 13 trong số 17 sư đoàn chủ lực và một số trung đoàn địa phương liên tục tấn công vào lãnh thổ Việt Nam, có nơi vào sâu tới 15–20 km.
Trong các đợt tấn công đó, Khmer Đỏ đã thực hiện thảm sát đối với người Việt Nam. Rạng sáng 17/3/1978, một trung đoàn Khmer Đỏ bất ngờ tấn công vào khu vực Bù Đốp (Bình Phước), thảm sát 247 người, 291 nóc nhà và khoảng 14 tấn lương thực bị thiêu rụi. Vụ thảm sát lớn nhất là vụ thảm sát Ba Chúc vào tháng 4 năm 1978 với 3.157 dân thường bị giết hại, trong đó hơn 100 gia đình bị giết cả nhà. Từ năm 1975 cho tới năm 1978, có tới 30 ngàn người Việt Nam bị Khmer Đỏ sát hại trong các cuộc tấn công dọc biên giới. Tính từ tháng 5/1975 đến ngày 23/12/1978, quân Khmer Đỏ đã giết hại hơn 5.230 dân thường Việt Nam, làm bị thương gần 5.000 người, bắt cóc hoặc đưa đi thủ tiêu hơn 20.000 người.
Ngày 5/2/1978, Chính phủ Việt Nam ra tuyên bố ba điểm đề nghị 2 bên thương lượng, tránh tiếp tục đổ máu:
- (1) Chấm dứt mọi hoạt động quân sự, rút lực lượng vũ trang cách biên giới 5 km;
- (2) Hội đàm tiến tới ký hiệp ước hữu nghị và không xâm lược, ký hiệp ước về biên giới;
- (3) Thỏa thuận về một hình thức thích hợp bảo đảm thông lệ quốc tế và giám sát quốc tế.

Việt Nam cố gắng giải quyết cuộc xung đột một cách hòa bình thông qua đàm phán ngoại giao, nhưng Khmer Đỏ từ chối đàm phán, Trung Quốc không chịu làm trung gian hòa giải, còn Liên Hợp Quốc không có biện pháp gì phản hồi lại các phản đối của chính quyền Việt Nam về các hành động gây hấn của Khmer Đỏ. Việt Nam phải chuyển sang sử dụng vũ lực để giải quyết cuộc xung đột.
Từ tháng 12 năm 1977 đến 14 tháng 6 năm 1978, hơn 30 vạn thường dân Việt Nam phải tản cư vào sâu trong nội địa, bỏ hoang 6 vạn ha đất sản xuất, hàng nghìn nhà cửa bị đốt phá. Theo cuốn "Cuộc chiến tranh bắt buộc" của Đại tá Quân đội Nhân dân Việt Nam Nguyễn Văn Hồng, trong các trận đánh dọc biên giới trong giai đoạn này, ước tính Việt Nam bị thương vong 8.500 bộ đội, trong đó số chết là gần 3.000 người.
Trong thời gian từ tháng 5 đến tháng 11/1978, Việt Nam đã giúp lực lượng Campuchia thân Việt Nam phát triển 15 tiểu đoàn, 5 khung tiểu đoàn, 24 đội công tác, xây dựng được các tổ chức đảng, chuẩn bị thành lập mặt trận và bộ máy lãnh đạo sau khi đánh đổ Khmer Đỏ.
Ngày 13 tháng 12 năm 1978, được sự trang bị và hậu thuẫn của Trung Quốc, Khmer Đỏ đã huy động 19 trong 23 sư đoàn (khoảng 80.000 đến 100.000 quân) tiến công xâm lược Việt Nam trên toàn tuyến biên giới. Ba sư đoàn đánh vào Bến Sỏi với mục tiêu chiếm thị xã Tây Ninh, 2 sư đoàn đánh vào Hồng Ngự (Đồng Tháp), 2 sư đoàn đánh khu vực Bảy Núi (An Giang), 1 sư đoàn đánh Trà Phô, Tà Teng (xã Phú Mỹ, huyện Giang Thành, tỉnh Kiên Giang). Tại những vùng chiếm đóng, Khmer Đỏ đã thực hiện sách lược diệt chủng đối với người Việt, như đã làm với người Khmer.
Quân đội Việt Nam đã chống trả quyết liệt và đã kìm chân bước tiến, đồng thời tiêu hao sinh lực của quân Khmer Đỏ. Các hướng tiến quân của Khmer Đỏ bị chặn lại và không thể tiến lên. Ngoại trừ Hà Tiên bị chiếm giữ trong thời gian ngắn, không một thị xã nào của Việt Nam bị chiếm. Theo thống kê từ Việt Nam, từ tháng 6-1977 đến tháng 12/1978, họ đã tiêu diệt 38.563 quân Khmer Đỏ, bắt sống 5.800 lính khác. Theo Tạp chí Time, quân Việt Nam tiến hành các cuộc không kích và giao tranh trên bộ, đánh vào các đơn vị quân Khmer Đỏ dọc biên giới nhằm làm suy yếu quân Khmer Đỏ trước khi quân Việt Nam bắt đầu chiến dịch đã tiêu diệt khoảng 17.000 quân Khmer Đỏ.

## Lực lượng hai bên

### Việt Nam

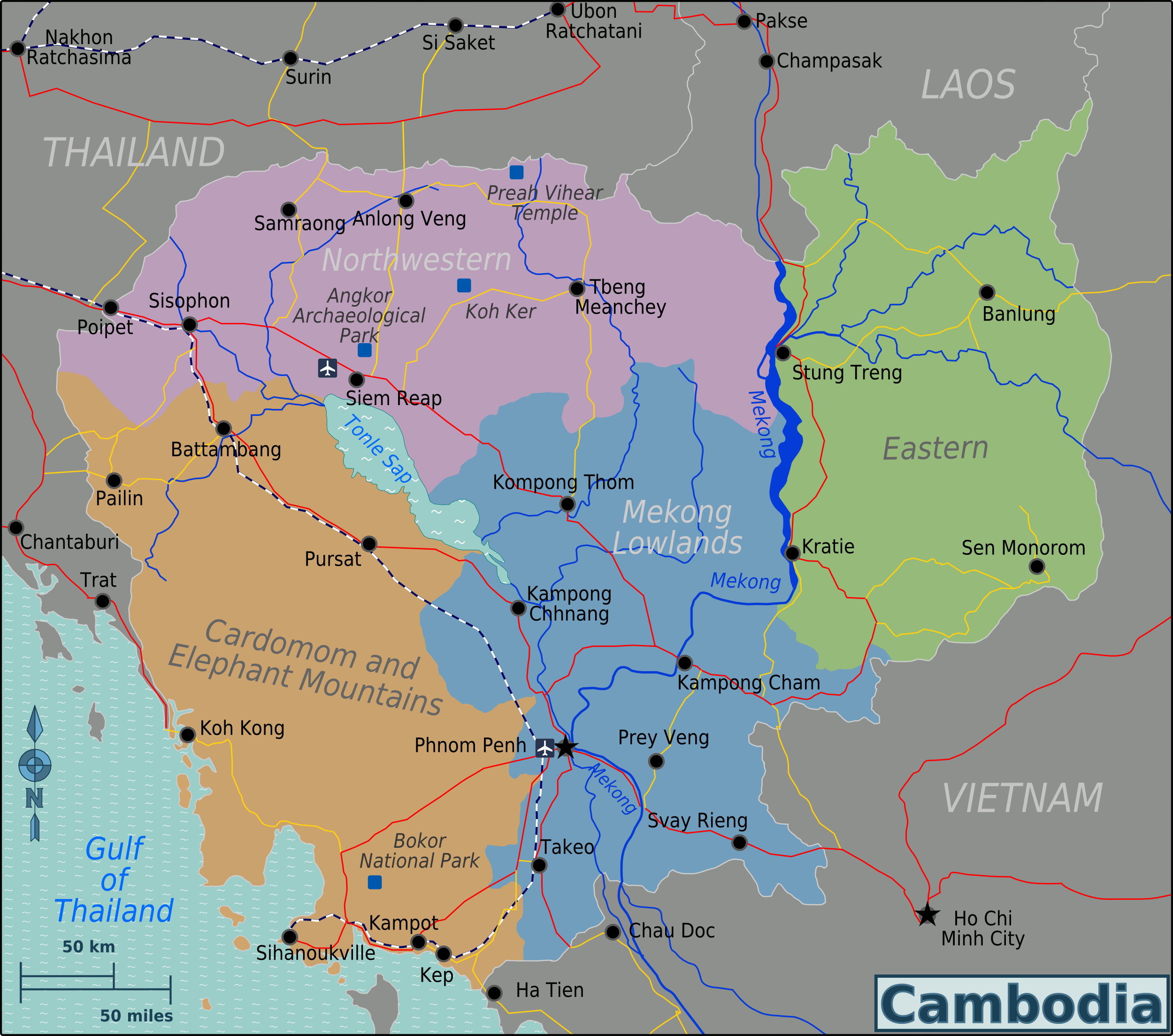

Chỉ huy trực tiếp chiến dịch là trung tướng Lê Trọng Tấn, lực lượng được huy động bao gồm:
- Quân khu 5 của thiếu tướng Đoàn Khuê: gồm hai sư đoàn 307, 309 và Lữ đoàn đặc công 198 xuất quân từ căn cứ ở Ou Ya Dav (Rattanakiri) mà Quân khu 5 đã làm chủ được từ tháng 11/1978 đánh dọc theo quốc lộ 78 (Campuchia, nối với đường 19 Việt Nam), quốc lộ 64, quốc lộ 62 về hướng Tây để tiêu diệt quân Khmer Đỏ ở Rattanakiri, Stung Treng, và các tỉnh tây bắc Campuchia giáp Lào và Thái Lan.

- Quân khu 7 của trung tướng Lê Đức Anh: gồm các sư đoàn 5, 302, 303, Trung đoàn đặc công 117, được tăng cường thêm một số đơn vị của Quân đoàn 3 như Lữ đoàn 12 thiết giáp, những trung đoàn chủ lực các tỉnh Tây Ninh, Long An, Sông Bé, Trung đoàn 262 pháo binh, Trung đoàn 26 thiết giáp, Trung đoàn công binh 25 quân khu 7 (gồm các tiểu đoàn 739 cầu đường, tiểu đoàn 278 bom mìn, tiểu đoàn 98 xe máy, tiểu đoàn 741 cầu phà), 3 tiểu đoàn Khmer UFNSK. Lực lượng quân khu 7 từ phía bắc Tây Ninh và từ khu căn cứ của UFNSK quanh Snuol tiến quân lên hướng Bắc dọc theo Quốc lộ 13 (Việt Nam) và Quốc lộ 7 (Campuchia) đánh chiếm Kratié (đông bắc Campuchia), vượt sông Mekong ở Sambour đánh vu hồi vào Kampong Cham rồi sang Kampong Thom, Siem Reap, Battambang.

- Quân đoàn 3 của thiếu tướng Nguyễn Kim Tuấn, gồm các Sư đoàn 10, 31, 320, được bổ sung Sư đoàn 302, đánh từ Tây Ninh, vượt qua tỉnh Kampong Cham cũ đến sông Mê Kông và đánh vào Phnôm Pênh từ phía bắc.

- Quân đoàn 4 của thiếu tướng Hoàng Cầm, gồm các Sư đoàn 7, 9, 341, được bổ sung thêm Sư đoàn 2 (quân khu 5), cùng Lữ đoàn 22 thiết giáp, Lữ đoàn 24 pháo binh, Lữ đoàn 25 công binh và 3 tiểu đoàn Khmer của Mặt trận Đoàn kết Dân tộc Cứu nước Campuchia (UFNSK) thân Việt Nam, tấn công từ hướng tây và tây nam Tây Ninh, sau khi đã tái chiếm những vị trị trên tỉnh lộ 13, theo đường 1 qua tỉnh Svay Riêng nhắm đánh bến phà chiến lược Neak Luong để đến Phnôm Pênh.

- Quân đoàn 2 do thiếu tướng Nguyễn Hữu An làm tư lệnh và thiếu tướng Lê Linh làm chính ủy, gồm các Sư đoàn 304, 325, được bổ sung Trung đoàn bộ binh 8, cũng từ Tịnh Biên (An Giang - Hà Tiên) đánh theo hướng tây để hỗ trợ lực lượng Quân khu 9 đánh về Phnôm Pênh, chiếm Kampot và vùng duyên hải Đông Nam Campuchia. Sư đoàn 306 mới thành lập không kịp tham gia chiến dịch vì chưa hoàn thành công tác huấn luyện.[c] Từ An Giang, quân Việt Nam chia quân tấn công hai hướng. Hướng thứ nhất theo Quốc lộ 2 tiến về hướng Bắc đánh về Phnôm Pênh. Hướng thứ hai tiến theo duyên hải về hướng Tây đánh chiếm hải cảng Kompong Som, Sư đoàn 304 được dùng làm dự bị, có thể được dùng tăng cường trong trường hợp Quân đoàn 4 tấn công Phnôm Pênh gặp khó khăn.

- Quân khu 9 của thiếu tướng Nguyễn Chánh: gồm các sư đoàn 4, 330, 339 từ khu vực Tịnh Biên tấn công qua tỉnh Takéo, hướng về Phnôm Pênh.

- Lực lượng đổ bộ đường biển gồm Lữ đoàn 126 và Lữ đoàn 101 hải quân đánh bộ đổ bộ vào vùng duyên hải đông nam Campuchia để chiếm Ream và cảng Sihanoukville trên bán đảo Kampong Som.

- Đoàn 901 không quân: gồm Sư đoàn không quân 372 được trang bị máy bay tiêm kích F-5, máy bay cường kích A-37, máy bay trực thăng UH-1, Mi-24, máy bay vận tải C-130, C-119, C-47 và 1 phân đội[d] MiG-21 từ Trung đoàn 921.
- Tổng quân số ước tính: 250.000 người, gồm 18 sư đoàn bộ binh, nhiều trung đoàn, lữ đoàn binh chủng và đội địa phương. Về trang bị vũ khí có 600 tăng thiết giáp, hơn 400 khẩu pháo cỡ lớn và 139 máy bay chiến đấu, máy bay vận tải, 10.000 xe ô tô.

Các sư đoàn Việt Nam đều có các đơn vị cơ hữu thiết giáp, pháo binh, pháo phòng không và một lữ đoàn công binh. Theo phía Việt Nam, có 10.000 - 15.000 quân UFNSK tham gia chiến dịch, tuy nhiên theo các phân tích viên quốc tế, đây là con số phóng đại, chỉ có chừng vài trăm quân UFNSK trực tiếp tham gia chiến dịch, còn lại đại bộ phận làm công tác liên lạc, đảm bảo hậu cần, phiên dịch...
Để phát huy tối đa hiệu suất chiến đấu, QĐNDVN tái sử dụng lại một số máy bay, xe thiết giáp của Mỹ mà họ tịch thu được trong chiến tranh trước đây (xe thiết giáp M113, máy bay A-37, trực thăng UH-1). Đồng thời, QĐNDVN đã huy động một số cựu binh quân đội Sài Gòn cũ để vận hành và bảo trì những thiết bị đó; cũng như huy động tối đa lực lượng thanh niên xung phong các tỉnh Nam Bộ làm công tác tải đạn, tản thương và tiếp tế.

### Khmer Đỏ
Theo phía Việt Nam, lực lượng Khmer Đỏ gồm có 23 sư đoàn, còn theo tác giả Steven Heder thì quân Khmer Đỏ gồm chừng 15 sư đoàn. Các sư đoàn này được trang bị tốt bằng vũ khí của Trung Quốc, được chỉ huy bởi các chỉ huy dày dạn kinh nghiệm trong các cuộc chiến tranh vừa qua, gồm nhiều binh lính trung thành đến cuồng tín, nhưng các sư đoàn này cũng đã bị nhiều hao tổn trong những lần giao tranh trước và quân số mỗi sư đoàn chỉ chừng 3.000-5.000 người, bằng một nửa quân số của sư đoàn Việt Nam.
Các sư đoàn: 164, 170, 290, 310, 450, 703, 801, 902
- Một số máy bay chiến đấu T-28.
- Một phân đội MiG-19, số MiG-19 này không kịp tham chiến vì không có phi công và rơi vào tay quân Việt Nam khi họ chiếm Phnôm Pênh
- Một sư đoàn thủy quân lục chiến, nhưng chiến đấu như bộ binh
- Một sư đoàn hải quân, nhưng hầu hết chiến đấu như bộ binh
- Một sư đoàn không quân, nhưng chiến đấu như bộ binh.
- Nhiều đơn vị xe tăng và pháo.

## Chiến dịch phản công (tháng 12 năm 1978 - tháng 1 năm 1979)
Tới đầu tháng 12 năm 1978, quân đội Việt Nam được hỗ trợ bởi một số tiểu đoàn Khmer thân Việt Nam đã kiểm soát một vùng đệm dọc biên giới trong lãnh thổ Campuchia từ Mimot đến Snuol ở các tỉnh Kampong Cham và Kratié. Ở phía Bắc, quân Việt Nam cũng kiểm soát một vùng rộng thuộc lãnh thổ Campuchia dọc theo đường 19. Ngày 23 tháng 12 năm 1978, sau khi được tăng viện, với 80.000 quân, quân đội Việt Nam đã tiến hành phản công trên toàn bộ mặt trận, đẩy lùi quân Khmer Đỏ. Sư đoàn 2 cùng trung đoàn chủ lực tỉnh Tây Ninh mở cuộc tấn công nhằm đánh bật các Trung đoàn 23 thuộc Sư đoàn 304 và Trung đoàn 13 thuộc Sư đoàn 221 của Campuchia ra khỏi các vị trí dọc theo tỉnh lộ 13 sát biên giới. Tuy nhiên chiến cuộc chưa chấm dứt, quân đội Việt Nam quyết định mở cuộc tấn công phòng ngừa vào Campuchia vào ngày 25 tháng 12 năm 1978.

### Đánh chiếm bờ đôngsông Mekong
Ngày 25 tháng 12 năm 1978 sau khi đánh tan sức kháng cự của quân Khmer Đỏ, các lực lượng Việt Nam thuộc Quân khu 5 nhanh chóng tiến theo đường 19, sư đoàn 309 quét sạch tỉnh Ratanakiri, phía Bắc tỉnh Mondolkiri và tiến vào phía Bắc tỉnh Stung Treng. Sư đoàn 307 tiến theo đường 19, dùng cầu phao vượt sông Srepok và sông Mekong. Tới ngày 3 tháng 1 năm 1979, lực lượng Quân khu 5 tiến dọc sông Mekong chiếm được thị xã Stung Treng.
Ở hướng của Quân khu 7, Sư đoàn 5 tiến từ hướng đông và Sư đoàn 303 từ Snuol (tỉnh Kratié sát biên giới với Bình Phước) tiến đến hướng tây bắc cùng đánh vào Kratié do Sư đoàn 260 và 2 trung đoàn địa phương của đặc khu 505 Khmer Đỏ phòng thủ. Các sư đoàn này gặp phải sức kháng cự quyết liệt từ phía quân Khmer Đỏ. Trong cuộc tiến quân, hai Tiểu đoàn 1 và 2 Trung đoàn 316 Sư đoàn 303 bị tập kích bất ngờ nên bị tiêu diệt. Trung đoàn này, cũng như Trung đoàn 33, sau một tháng hành quân, quân số hao hụt mất một nửa. Các đơn vị quân Khmer Đỏ tấn công Sư đoàn 303 gây nhiều tổn thất và suýt chiếm được sở chỉ huy sư đoàn. Tuy nhiên, sau khi không chặn được quân Việt Nam, quân Khmer Đỏ phải rút lui, tới ngày 29 tháng 12, thị xã Kratié rơi vào tay quân đội Việt Nam. Cùng lúc, Sư đoàn 302 tiến về phía Tây đã chiếm được Kampong Cham. Sau đó, hai Sư đoàn 302 và 303 cùng quay lại đánh chiếm thị trấn Chhloung (Kratié) do Sư đoàn 603 Khmer Đỏ chống giữ. Ngày 4 tháng 1, họ chiếm được Chhloung. Kể từ lúc đó, toàn bộ lãnh thổ đông bắc Campuchia ở phía đông sông Mekong coi như bị quân đội Việt Nam kiểm soát.
Ở hướng tấn công của Quân đoàn 3 Việt Nam, sáng ngày 31 tháng 12 được pháo binh bắn yểm trợ, xe tăng và bộ binh Việt Nam tiến công và nhanh chóng đánh tan 5 sư đoàn Khmer Đỏ trên toàn tuyến phòng thủ dọc theo biên giới ở tỉnh Kampong Cham (Tboung Khmum hiện nay). Tới cuối ngày, trừ sở chỉ huy quân Khmer Đỏ, toàn bộ các cứ điểm còn lại thất thủ, quân Khmer Đỏ rút chạy về thị trấn Kampong Cham ở bờ tây sông Mekong, bị quân Việt Nam truy kích ráo riết. Không quân Việt Nam cũng tham chiến, tấn công vào tuyến phòng thủ của Khmer Đỏ và ném bom phá hủy một sân bay mà từ đó máy bay T-28 Khmer Đỏ xuất kích ném bom vào các toán quân tiền phương Việt Nam. Sáng ngày 1 tháng 1 năm 1979, sau khi tập hợp lại lực lượng, Quân đoàn 3 đánh chiếm sở chỉ huy Khmer Đỏ sau một giờ giao chiến quyết liệt. Tướng Kim Tuấn hạ lệnh cho các đơn vị dưới quyền truy quét và tiêu diệt các lực lượng Khmer Đỏ còn sót lại. Tới ngày 3 tháng 1, Sư đoàn 320 đã tiến tới bờ đông của bến phà Kampong Cham bên bờ sông Mekong. Tại đây sư đoàn dừng lại, rồi dùng 2 đại đội xe bọc thép mở đường, đánh về phía nam chiếm thủ phủ tỉnh Prey Veng.
Trong khi đó, ngày 28 tháng 12, ở phía nam, lực lượng Khmer Đỏ thuộc Quân khu Đông Nam mở cuộc tấn công phòng ngừa dọc biên giới. Quân Khmer Đỏ tiêu diệt một số đơn vị Quân khu 9 bảo vệ biên giới và chiếm một vùng rộng lãnh thổ Việt Nam dọc theo kênh Vĩnh Tế. Cuộc tấn công này làm cho tình hình Quân đoàn 2 của tướng Nguyễn Hữu An trở nên rất khó khăn. Quân Khmer Đỏ đã chiếm được khu vực đầu cầu mà Quân đoàn 2 và lực lượng Quân khu 9 định dùng để tiến vào Campuchia, đồng thời giành được một chiến lũy tự nhiên cản đường tiến của quân Việt Nam. Sau khi nhận được sự chấp thuận từ Bộ chỉ huy, sáng ngày 31 tháng 12, sư đoàn 4 của Quân khu 9 và Trung đoàn 9 của Sư đoàn 304 phối thuộc mở cuộc phản công. Sau 24 giờ giao tranh kịch liệt, quân Việt Nam đã đánh lui quân Khmer Đỏ khỏi bờ tây kênh Vĩnh Tế. Chiều ngày 1 tháng 1, được pháo binh và không quân yểm trợ, Lữ đoàn công binh 219 thuộc Quân đoàn 2 bắc cầu phao vượt sông. Sư đoàn 304 và Lữ đoàn xe bọc thép 203 mở đường tiến vào đất Campuchia. Tới trưa ngày 3 tháng 1, Quân đoàn 2 và Quân khu 9 đã tiêu diệt hoặc đánh tan tất cả các lực lượng Khmer Đỏ ở hạ lưu sông Mekong dọc biên giới. Sở chỉ huy Quân khu Tây Nam của Khmer Đỏ phải rút về Takéo.
Tại hướng chủ yếu Tây Ninh, sau ba ngày tấn công, với sự yểm trợ của không quân, trực thăng, pháo binh, hải quân, thiết giáp... Quân đoàn 4 Việt Nam đánh bật được quân Khmer Đỏ khỏi các vị trí Năm Căn, Hòa Hội dọc theo tỉnh lộ 13, và các đơn vị của các Sư đoàn 703, 340, 221 của Khmer Đỏ phải rút về Campuchia thành lập một tuyến phòng thủ mới tại Svay Rieng, tập trung ở cầu Don So. Được 15 xe tăng và xe bọc thép mở đường, cùng với pháo 105mm, 155mm bắn yểm trợ, Sư đoàn 7 của Quân đoàn 4 mở cuộc tấn công vào quân Khmer Đỏ ở Don So. Tuy nhiên sau hai ngày giao chiến với nhiều tổn thất, Sư đoàn 7 vẫn chưa chọc thủng được tuyến phòng phủ của Khmer Đỏ. Tới đêm ngày 1 tháng 1, tướng Hoàng Cầm hạ lệnh cho Sư đoàn 7 tung hết lực lượng dự bị vào trận. Quân Khmer Đỏ kháng cự dữ dội, nhưng sau khi bị thua ở Tây Ninh, quân Khmer Đỏ đã bị mất tinh thần, hơn nữa, do phải chấp nhận một trận đánh quy ước với một địch thủ có hỏa lực, quân số và kinh nghiệm chiến trường trội hơn quá nhiều, nên quân Khmer Đỏ bị tan rã. Tuyến phòng thủ Svay Rieng bị vỡ ngày 2 tháng 1 năm 1979, quân Khmer Đỏ phải rút về Prey Veng và Neak Luong, chỉ để lại một số đơn vị đánh cầm chân Quân đoàn 4.
Tới ngày 2 tháng 1 năm 1979, quân đội Việt Nam đánh tan các sư đoàn chủ lực của Khmer Đỏ án ngữ các trục đường số 1, 7 và 2 ở lối vào Phnôm Pênh. Chiều ngày 3 tháng 1, Sư đoàn 7 chiếm được cầu Don So và tới ngày 4 tháng 1 đã làm chủ toàn bộ vùng phía đông sông Mekong. Tới ngày 5 tháng 1, Sư đoàn 7 tiến đến Neak Luong.

### Đánh chiếm Phnôm Pênh
Ngày 6 tháng 1, Quân đoàn 4 và Quân đoàn 3 Việt Nam gồm 9 sư đoàn làm thành hai gọng kìm tiến vào Phnôm Pênh từ phía Đông Nam qua phà Neak Luong và từ phía Bắc qua ngả Kampong Cham.
Ở cánh phía nam, Sư đoàn 7 và Sư đoàn 2 của Quân đoàn 4 là mũi chủ công tiến theo quốc lộ 1, Sư đoàn 9 tiến song song bảo vệ sườn phía nam và Sư đoàn 341 bảo vệ sườn phía bắc. Ngày 6 tháng 1 năm 1979, những đơn vị đầu tiên của Sư đoàn 7 Quân đoàn 4 được 1 tiểu đoàn UFNSK hỗ trợ chiếm được bờ phía đông của bến phà Neak Luong. Quân Khmer Đỏ trong khi rút lui vội vã đã không kịp thiết lập công sự phòng thủ. Trong đêm, cách bến phà khoảng hai cây số về phía nam, Trung đoàn 113 cùng Trung đoàn 14 của Sư đoàn 7 được tàu đổ bộ đưa sang bên kia sông, tiến chiếm bờ phía tây của bến phà. Ngày 7 tháng 1, toàn bộ đội hình Quân đoàn 4 tiến hành vượt sông. Do sự tan rã nhanh chóng của lực lượng phòng thủ biên giới và sự chủ quan của Pol Pot, quân đội Việt Nam tiến vào Phnôm Pênh từ Neak Luong mà không gặp sức chống cự đáng kể nào.
Ở cánh phía bắc, Quân đoàn 3 của tướng Kim Tuấn cũng giao tranh quyết liệt với quân Khmer Đỏ ở Kampong Cham để vượt sông Mekong. Quân Khmer Đỏ thiết lập trận địa phòng ngự dọc bờ tây sông Mekong với nhiều ổ súng máy, súng cối bắn trùm lên mặt sông để ngăn thuyền chở quân Việt Nam đổ bộ. Xa hơn một chút, quân Khmer Đỏ bố trí xe tăng, xe bọc thép, pháo 105mm, 122mm và 155mm để bắn vào quân Việt Nam đang tập trung ở bờ đông sông Mekong. Đêm ngày 5 tháng 1, một toán quân gồm lính trinh sát, công binh và bộ binh định vượt qua bờ sông chiếm một đầu cầu nhỏ, nhưng quân Khmer Đỏ đánh bật họ lại. Tướng Kim Tuấn quyết định dùng hỏa lực áp đảo bắn vào trận địa phòng thủ của quân Khmer Đỏ, rồi cho thả khói mù, dùng thuyền chuyển quân sang bờ tây. Mặc dù rất nhiều thuyền bị trúng đạn của quân Khmer Đỏ, Quân đoàn 3 cuối cùng cũng đã thiết lập được một đầu cầu. Một đại đội xe lội nước vượt sông và tỏa ra để đánh vào thị trấn; 2 tiểu đoàn bộ binh cũng vượt được sông, đến 8:30 sáng hôm sau, Kampong Cham thất thủ. Ngay trong sáng ngày 6 tháng 1, lực lượng đột kích Phnôm Pênh, gồm Trung đoàn 28 của Sư đoàn 10 và các đơn vị phối thuộc, dẫn đầu bởi 6 xe lội nước và một số xe thiết giáp M-113 vượt sông, tổng cộng lực lượng lên đến 120 xe quân sự. Lực lượng đột kích vừa hành quân vừa giao chiến với các ổ phục kích của quân Khmer Đỏ, tới chiều tối đã tới bờ sông Tonglé Sap và tổ chức đánh vượt sông để tiến vào Phnôm Pênh. Tuy nhiên Quân đoàn 3 đã không kịp chặn đường Chính phủ Polpot rút chạy khỏi Phnôm Pênh.
Việc quân Việt Nam tiến quá nhanh khiến cho Khmer Đỏ chỉ kịp sơ tán bộ máy lãnh đạo. Son Sen chạy xuyên qua mặt trận ngược về phía Việt Nam để tập hợp tàn quân của các sư đoàn thuộc quân khu miền Đông. Pol Pot, Nuon Chea và Khieu Samphan được vài xe Jeep chở quân bảo vệ chạy về Pursat. Ieng Sary chạy về Battambang trên một chuyến xe lửa đặc biệt chở vài trăm nhân viên Bộ ngoại giao. Việc rút lui khẩn khiến nhiều Bộ khác cùng hàng ngàn nhân viên không được thông báo về cuộc rút lui. Các chuyến xe tiếp theo sơ tán Phnôm Pênh bị tắc nghẽn bởi quá nhiều người tìm cách bỏ chạy. Như vậy với việc ban lãnh đạo sơ tán, khoảng 40 ngàn dân chúng và binh lính Khmer Đỏ tại Phnôm Pênh, cũng như các đơn vị phòng thủ các mục tiêu lân cận bị bỏ mặc tự thân vận động.
Ngày 7 tháng 1, quân Việt Nam chiếm sân bay Kampong Chhnang và bắt được mười máy bay A-37, ba C-123K, sáu C-47, ba Alouette III cùng một số T-28. Ngoài ra Khmer Đỏ cũng bỏ lại hàng trăm xe tăng và xe bọc thép, rất nhiều đạn dược và lương thực dự trữ chiến lược mà họ không kịp mang theo.
Ngày 8 tháng 1, Hội đồng Nhân dân Cách mạng Campuchia do Heng Samrin làm Chủ tịch đã được thành lập với sự hậu thuẫn của Việt Nam.
Ở phía Bắc, các sư đoàn của Quân đoàn 3 cũng tiến xuống Phnôm Pênh, sau đó Sư đoàn 320 theo quốc lộ 4 xuống bình định các tỉnh phía nam. Các sư đoàn còn lại theo các quốc lộ 5 và 6 tiến về hướng Tây và hướng Bắc. Họ gặp sức chống cự đáng kể của quân Khmer Đỏ tại Battambang và Siem Reap.

### Hướng nam, Sihanoukville
Tại mặt trận phía nam, từ An Giang, quân Việt Nam bắt đầu vượt biên giới vào ngày 3 tháng 1 năm 1979 và tấn công theo hai hướng. Hướng thứ nhất, Sư đoàn 325 và Sư đoàn 8 tiến về phía Tây, dọc theo quốc lộ số 2. Ngày 5 tháng 1 năm 1979, trong khi lực lượng Quân khu 9 tiến đánh Takéo, sư đoàn 325 bắt đầu tiến theo hướng Tây Bắc. Lực lượng Khmer Đỏ của Quân khu Tây Nam do Ta Mok chỉ huy đã chuẩn bị công sự phòng thủ ở Tuk Meas trên đường 16, ở khoảng giữa biên giới và Chhuk. Phải mất hai ngày giao chiến, Sư đoàn 325 mới có thể đánh tan tuyến phòng ngự của Khmer Đỏ và chiếm được khu vực Tuk Meas. Cùng lúc đó tướng Nguyễn Hữu An cũng tung Sư đoàn 8 theo hướng tây để đánh chiếm quận lỵ Kampong Trach, nằm ở giao điểm với đường quốc lộ ven biển.
Nắm quyền chỉ huy trực tiếp trung đoàn xung kích 24, tướng Nguyễn Hữu An dẫn trung đoàn tiến từ Tuk Meas về Chhuk. Các quân xa của Việt Nam gồm xe tăng hạng nặng, xe tải và trọng pháo di chuyển khó khăn trên đường đất và ruộng lúa nên đã bị quân Khmer Đỏ phục kích phá hủy một số xe và pháo, sở chỉ huy của tướng An cũng bị tổn thất và tạm thời mất liên lạc với các lực lượng còn ở phía sau. Tới chiều ngày 7 tháng 1, lực lượng xung kích đã ra đến đường số 3, và trong quá trình tiến công đã đánh tan sư đoàn quân Khmer Đỏ phòng ngự Chhuk.
Trong hai ngày 4, 5 tháng 1 năm 1979, từ đảo Phú Quốc, hai phân đội Hải quân Việt Nam gồm một số tàu tuần tiễu loại lớn của Mỹ, hai tàu khu trục Petya của Nga, cùng nhiều tàu chiến nhỏ chuẩn bị chuyển Lữ đoàn Hải quân 101 và 126 đổ bộ. Hải quân cũng lập trận địa pháo 130mm ở mũi đảo Phú Quốc để yểm trợ cho lực lượng đổ bộ.
Sẩm tối ngày 6 tháng 1, toán quân đặc công gồm 87 người bí mật đổ bộ và tấn công chiếm một trận địa pháo Khmer Đỏ bảo vệ bờ biển, cùng lúc, pháo 130mm bắt đầu bắn phá các vị trí quân Khmer Đỏ. Lập tức các tàu tuần tiễu loại nhỏ của Khmer Đỏ xuất kích từ quân cảng Ream và các bến cảng nhỏ tấn công vào Hải quân Việt Nam. Sau một trận giao chiến trên biển, do có ưu thế về số lượng và hỏa lực, Hải quân Việt Nam đẩy lùi hoặc đánh chìm hầu hết các tàu Khmer Đỏ, nhưng một tàu của Việt Nam cũng bị trúng đạn, khiến nhiều thủy thủ bị thương vong. Số tàu phóng lôi Khmer Đỏ chạy thoát khỏi cuộc hải chiến và các cuộc không kích của không quân Việt Nam, đến ngày 16 tháng 1 lại bị Hải quân Việt Nam chặn đánh trong vịnh Thái Lan và bị tiêu diệt gần hết.
Tối ngày 7 tháng 1, Lữ đoàn hải quân đánh bộ 126 tiến hành đổ bộ ở chân núi Bokor, nằm ở khoảng giữa thị xã Kampot và cảng Sihanoukville. Lữ đoàn đổ bộ được toàn bộ 3 tiểu đoàn và số xe lội nước, xe bọc thép, nhưng do thủy triều lên cao, không có đủ chỗ triển khai đội hình, nên không đổ bộ được số xe tải, và đến tối, 3 tiểu đoàn nữa theo dự định cũng sẽ đổ bộ lại phải rút ra ngoài.
Theo kế hoạch, lực lượng Hải quân đánh bộ phải triển khai một lực lượng lớn, theo vùng ven biển đánh chiếm cùng lúc hai cây cầu quan trọng và giao điểm Veal Renh dẫn về bán đảo Kampong Som. Tuy nhiên, một chỉ huy lực lượng lính thủy đánh bộ do nóng vội, đã tập hợp tiểu đoàn của mình, chở trên 12 xe tăng và xe bọc thép tiến về Sihanoukville trước khi trời sáng. Đơn vị này bị một lực lượng lớn Khmer Đỏ vây đánh từ chiều, qua đêm đến suốt ngày hôm sau và cuối cùng bị tiêu diệt gần như hoàn toàn. Đến đêm ngày 7 tháng 1, Hải quân mới đổ bộ thêm được 3 tiểu đoàn của Lữ đoàn 126 và 2 tiểu đoàn của Lữ đoàn 101 lên bãi biển, nhưng số xe tải phải đến ngày 8 tháng 1 mới lên bờ được.
Sư đoàn 304 vốn được dùng làm dự bị để tham gia đánh về Phnôm Pênh, nhưng do Quân đoàn 3 và 4 đã đánh được Phnôm Pênh từ ngày 7 tháng 1, nên tướng An dùng sư đoàn này để nhanh chóng giải cứu lực lượng lính thủy đánh bộ và đánh chiếm Sihanoukville. Dẫn đầu bởi một đơn vị xe M-113, Trung đoàn 66 của sư đoàn, kế tiếp là Trung đoàn 9 hành quân suốt đêm ngày 9.
Ngày 9 tháng 1, Trung đoàn 66 sau khi gặp lực lượng Hải quân đánh bộ, chuẩn bị giao chiến: không lặp lại sai lầm của Hải quân, Trung đoàn 66 tổ chức chiếm cao điểm xung quanh thành phố trước khi phối hợp với hải quân đánh bộ đánh vào thành phố. Sau khi đánh tan được Sư đoàn 230 Campuchia, quân Việt Nam chiếm được Kampot. Trung đoàn 9 không đến kịp vì một cây cầu sụp đổ khi xe tăng dẫn đầu trung đoàn đi qua. Khi Trung đoàn 9 và Lữ đoàn xe tăng 203 đến thành phố thì Kampot đã rơi vào tay quân Việt Nam, nên lực lượng này được đưa đi đánh quân cảng Ream. Được sự trợ lực của pháo hải quân bắn từ bến cảng lên, cánh quân này chiếm được quân cảng Ream và hải cảng Kampong Som. Tuy nhiên, quân Khmer Đỏ phản công chiếm lại Kampong Som ngày 14 tháng 1, nhưng quân Việt Nam tái chiếm lại vào ngày hôm sau.
Hướng thứ hai, Quân khu 9 phụ trách, tiến về phía Bắc đánh chiếm hai thị xã Tan và Takéo. Các sư đoàn Khmer Đỏ trấn giữ quân khu Tây Nam như Sư đoàn 2, 210, 230, 250, bị tan rã và rút lui vào rừng.

### Kết quả
Cuối tháng 1 năm 1979 cuộc phản công của Việt Nam kết thúc thắng lợi. Đến ngày 17 tháng 1 thị xã cuối cùng là Koh Kong rơi vào tay quân đội Việt Nam và chính quyền mới của Campuchia. Từ ngày 23/12/1978 đến 17/1/1979, quân tình nguyện Việt Nam cùng với lực lượng cách mạng Campuchia đã tiêu diệt và làm tan rã 18 sư đoàn Khmer Đỏ (diệt 12.000 lính, bắt 8.800 lính, gọi hàng 3.200 lính và làm tan rã tại chỗ 44.000 lính); giải phóng trên 4 triệu dân Campuchia, thu hồi toàn bộ cơ sở vật chất và phương tiện kỹ thuật quân sự, đập tan bộ máy chính trị của Khmer Đỏ từ trung ương đến cơ sở.
Cho tới cuối tháng 3, quân đội Việt Nam coi như chiếm được hết những thành phố và tỉnh lỵ quan trọng của Campuchia và tiến sát tới biên giới Thái Lan. Tuy nhiên tàn quân Pol Pot vẫn tiếp tục chống cự và quấy nhiễu, gây ra nhiều thương vong cho quân đội Việt Nam đồn trú tại Campuchia.

## Truy quét tàn quân Khmer Đỏ (tháng 1 năm 1979 - tháng 5 năm 1979)

### ĐánhSiem ReapvàBattambang
Trên chiến trường Campuchia, vì quân Việt Nam tiến quá nhanh chóng, nên quân Khmer Đỏ chỉ bị tan rã chứ chưa bị tiêu diệt hẳn. Nhiều đơn vị đã tập trung lại thành những đơn vị nhỏ, tiếp tục đánh du kích và quấy phá.

Xe tăng T-54 của Việt Nam rút về nước năm 1988.

Sau khi Quân đoàn 4 chiếm được Phnôm Pênh, ngày 7/1/1979 các đơn vị của Quân đoàn 3, Quân khu 5 và Quân khu 7 cũng vượt sông Mekong tiến chiếm và bình định lãnh thổ phía bắc Biển Hồ và sông Tonlé Sap. Quân Khmer Đỏ đã cố gắng kháng cự gần tỉnh Battambang nhưng cũng chỉ có thể làm chậm đà tiến quân của Việt Nam. Họ đã phân tán thành nhiều đơn vị nhỏ tiếp tục đánh du kích.
Quân đoàn 2 và các sư đoàn của Quân khu 9 sau khi chiếm được vùng duyên hải cũng tiến dọc theo quốc lộ 4 về hướng Bắc. Mấy ngày sau khi Trung Quốc tiến đánh biên giới Việt-Trung, Quân đoàn 2 rút về bảo vệ Hà Nội. Việt Nam bắt đầu tổng động viên, một số các trung đoàn độc lập được tăng cường lên thành cấp sư đoàn, như các trung đoàn Gia Định 1 và 2, Quyết Thắng 1 và 2, trở thành các Sư đoàn 317, 318 để gửi sang tăng cường mặt trận Campuchia. Trách nhiệm chính trong công tác hành quân vẫn là các đơn vị của Quân đoàn 4.
Ngày 8 tháng 1, Sư đoàn 10 theo lệnh của tướng Kim Tuấn thực hiện cuộc hành quân chớp nhoáng truy kích quân Khmer Đỏ. Tới ngày 9, Trung đoàn 24 đã chiếm được Kampong Thom, Trung đoàn 26 cũng đã kiểm soát được đường 6 nối Kampong Thom và Phnôm Pênh, Trung đoàn 66 được lệnh vượt lên trước hai đơn vị này đánh chiếm thành phố Siem Reap ở phía tây bắc biển hồ Tongle Sap. Dùng 36 xe tải chở quân, được xe tăng yểm trợ, trung đoàn nhanh chóng hành quân, tiến được 100 km chỉ trong vòng 2 giờ, đồng thời đánh tan các trạm kiểm soát của Khmer Đỏ dọc đường. Trên đường đi, một đoàn xe chở quân Khmer Đỏ cũng nhập vào đội hình trung đoàn do tưởng nhầm là tàn quân Khmer Đỏ tháo chạy. Do trời tối, không ai phát hiện ra sự nhầm lẫn này. Mãi đến khi hai bên nhận ra nhau thì một trận đánh khốc liệt mới nổ ra, quân Việt Nam tiêu diệt và chiếm toàn bộ đoàn xe gồm 23 xe tải chở quân Khmer Đỏ. Rạng sáng ngày 10, quân Việt Nam đến Siem Reap, quân Khmer Đỏ bị bất ngờ, phải tháo chạy ra bốn phía. Tới khi trời tối thì Trung đoàn 24 thuộc Sư đoàn 10 và Sư đoàn 5 của Quân khu 7 cũng đã tới nơi.
Ngày hôm sau, Trung đoàn 24 lại hành quân 100 km nữa đánh chiếm thị xã Sisophon nằm cách biên giới Thái Lan 50 km. Ngày 12 tháng 1, (sau khi trao lại thị xã cho lực lượng Quân khu 5) trung đoàn 24 một tiểu đoàn của Trung đoàn 66 cùng một đại đội xe M-113, pháo phòng không và trọng pháo theo theo đường 5 phía nam Sisophon đánh vào các lực lượng Khmer Đỏ đang tập trung về Battambang và chiếm thành phố ngay trong ngày hôm đó.
Ngày 13 tháng 3 năm 1979, tướng Kim Tuấn di chuyển Bộ chỉ huy Quân đoàn 3 đến Battambang để trực tiếp chỉ huy chiến dịch truy quét tàn quân Pol Pot tập trung ở vùng tây nam gần biên giới Thái Lan. Ba ngày sau, ông rời Battambang để đi Siem Reap, trên đường đi khoảng 40 km về hướng bắc Battambang, đoàn xe của ông bị Khmer Đỏ phục kích. Mặc dù lực lượng phục kích bị đè bẹp, chiếc com-măng-ca thứ 3 có Tư lệnh Kim Tuấn ngồi bên cạnh người lái xe bị trúng đạn M79 khiến ông bị thương nặng vùng cột sống và mất ngày hôm sau, ngày 17 tháng 3. Ông là sĩ quan cao cấp nhất của Quân đội Nhân dân Việt Nam hy sinh khi tham chiến ở Campuchia. Ba tháng sau, tháng 6 năm 1979, Quân đoàn 3 của ông rời Campuchia để tham gia phòng thủ biên giới phía bắc với Trung Quốc.

### Khu vực Tây Nam
Trận đánh quan trọng đầu tiên trong chiến dịch bình định diễn ra tại Kampong Speu, nằm trên quốc lộ 4 nối hải cảng Kampong Som với Phnôm Pênh, cách Phnôm Pênh khoảng 50 km. Thị xã này, sau khi quân Khmer Đỏ di tản vội vã, do Trung đoàn 10 thuộc Sư đoàn 339 Việt Nam chiếm đóng. Nhưng ít ngày sau, các lực lượng còn lại của các Sư đoàn 703, 340, 221 từ tuyến phòng thủ Svay Rieng chạy về đã tập trung lại và dự định tái chiếm thị xã. Được tin, Bộ tư lệnh Quân đoàn 4 điều động Sư đoàn 341 đến tăng cường. Trận đánh bắt đầu ngày 21 tháng 1 năm 1979 đến ngày 7 tháng 2 mới kết thúc. Dù bị tổn thất nặng, quân Việt Nam vẫn giữ được Kampong Speu, các lực lượng của 3 sư đoàn Khmer Đỏ bị tan rã, chỉ còn là những nhóm nhỏ hoặc tiếp tục đánh du kích, hoặc rút về biên giới Thái Lan.
Giữ vững được Kampong Speu, bảo đảm được giao thông trên quốc lộ 4, quân Việt Nam tiến đánh căn cứ Amleang, nơi mà bộ chỉ huy quân sự của Pol Pot từ Phnôm Pênh rút về trú đóng. Căn cứ này nằm trong một vùng rừng núi hiểm trở, cách Phnôm Pênh khoảng 100 km về phía tây nam. Lực lượng tấn công gồm Sư đoàn 2, Sư đoàn 7, Sư đoàn 9, Sư đoàn 341 của Quân đoàn 4, được tăng cường thêm Sư đoàn 5 của Quân khu 7. Vì lực lượng tấn công quá hùng hậu, quân Khmer Đỏ rút lui, bỏ lại căn cứ Amleang, nhưng họ tìm đủ cách để gây khó khăn và tổn thất cho quân Việt Nam khi họ rút lui khỏi căn cứ bằng đủ mọi cách như phục kích, bắn tỉa, gài mìn, đốt rừng...
Chiếm xong được Amleang, quân Việt Nam mở chiến dịch đánh chiếm thị trấn Leach (Phnum Kravanh). Leach là một thị trấn nằm gần quốc lộ số 5 là con đường từ Phnôm Pênh đi Battambang, cách biên giới Thái Lan khoảng 80 km. Trước ngày 7 tháng 1, Leach được Khmer Đỏ sử dụng làm căn cứ tiếp liệu. Sau khi Phnôm Pênh thất thủ, khi quân Việt Nam chưa có đủ thì giờ để chiếm đóng hết các vị trí, Khmer Đỏ dự định biến Leach thành một căn cứ phản công. Phần lớn những lực lượng còn lại được tập trung tại đây gồm nhiều sư đoàn (104, 210, 260, 264, 460, 502). Lực lượng phòng thủ cũng có vài khẩu pháo 105 ly vài xe thiết giáp.
Để tấn công Leach, quân Việt Nam đã sử dụng một lực lượng lớn và tấn công làm bốn hướng. Hướng thứ nhất, do Sư đoàn 341 thay thế Sư đoàn 330 đã bị hao hụt quân số quá nhiều khi giải tỏa quốc lộ số 5, đánh chiếm thị xã Pursat để từ đó đánh vào mặt bắc của Leach. Hướng thứ hai do Sư đoàn 9 từ căn cứ Amleang mới chiếm được đánh vào phía đông. Hướng thứ ba do Quân khu 9 phụ trách được tàu đổ bộ chở đến tỉnh Koh Kong, rồi từ đó, tấn công mặt nam. Hướng thứ tư, do Sư đoàn 31, Quân đoàn 3, từ biên giới Thái Lan theo tỉnh lộ 56 đánh ngược về mặt tây của Leach.
Vì đây là một trận quyết định, nên trận đánh đã kéo dài trên một tháng. Tất cả các sư đoàn tham chiến đều bị tổn thất nặng. Cuối cùng, căn cứ Leach của Khmer Đỏ bị Sư đoàn 9 chiếm được ngày 29 tháng 4 năm 1979. Trận đánh tại căn cứ Leach là trận đánh có quy mô lớn cuối cùng trên đất Campuchia. Sau khi Leach bị mất, các đơn vị còn lại của Khmer Đỏ rút về các mật khu ở Pailin và Tasanh sát biên giới Thái Lan. Một số khác phân tán thành những đơn vị nhỏ tiếp tục đánh du kích.
Giữa tháng 3, quân Việt Nam mở chiến dịch mới đánh chiếm căn cứ Tasanh, nằm ở phía nam Pailin. Tới 28 tháng 3, căn cứ này thất thủ, khiến cho "đại sứ quán" Trung Quốc đóng tại đây phải sơ tán về vùng núi cao. Ban lãnh đạo Khmer Đỏ tại đây cũng bỏ chạy, bỏ lại một phần tài liệu, xe cộ, vũ khí, lương thực dự trữ và 3.000 tấn đạn dược.
Các đơn vị của Việt Nam bắt đầu phân nhiệm để hành quân bình định. Nhiều sư đoàn thiện chiến đã bị hao hụt nặng được rút về nước. Những sư đoàn tân lập được gửi qua tăng cường hay thay thế. Phía Việt Nam cho biết, tới cuối tháng 1 năm 1979, quân Việt Nam đã có tới 8.000 thương vong. Riêng Quân đoàn 4, đơn vị chủ lực đánh vào giải phóng Phnôm Pênh, sau 18 tháng chiến đấu (từ giữa năm 1977 tới tháng 1/1979) đã tiến hành 5 chiến dịch cấp quân đoàn, 13 trận đánh cấp sư đoàn, 68 trận cấp trung đoàn và gần 700 trận cấp tiểu đoàn, bị hi sinh 3.446 người, 12.464 người bị thương. Quân chủng Hải quân trong chiến dịch Tà Lơn đã xóa sổ lực lượng hải quân của Khmer Đỏ, làm chủ hoàn toàn vùng biển phía Nam Campuchia với tổn thất là 373 người chết, bị thương 661, mất tích 65 người.
Về phía quân Khmer Đỏ, lực lượng này bị thiệt hại rất nặng. Hầu hết các sư đoàn bị đánh tan, khoảng 3/4 lực lượng đã bị mất. Tuy nhiên, Khmer Đỏ vẫn còn khoảng 30.000 quân kịp chạy thoát sang Thái Lan hoặc trốn vào các vùng rừng núi, lực lượng này vẫn còn khả năng quấy phá, phục kích, gây mất ổn định khiến Việt Nam phải duy trì một lực lượng quân sự lớn tại Campuchia.

### Thành lập chính quyền mới tại Campuchia
Ngày 5 tháng 1 năm 1979, 66 đại biểu Campuchia được triệu tập họp ở Mimot để bàn về việc thành lập một đảng cộng sản Campuchia mới. Đảng này lấy lại tên Đảng Nhân dân Cách mạng Campuchia có từ thời 1951. Pen Sovann, một cán bộ Campuchia tập kết về Hà Nội năm 1954, được đề cử giữ chức chủ tịch đảng. Những Uỷ viên thường vụ của đảng gồm Hun Sen, Bou Thang, Chan Kiri, Heng Samrin và Chia Soth.
Ngày 8 tháng 1 năm 1979, đài phát thanh Phnôm Pênh loan báo Phnôm Pênh đã được giải phóng bởi những lực lượng cách mạng và nhân dân Campuchia. Một Hội đồng cách mạng được thành lập do Heng Samrin làm chủ tịch. Khoảng mười ngày sau, hội đồng này ký một hiệp ước với Việt Nam, hợp thức hóa sự hiện diện của quân đội Việt Nam trên đất Campuchia.
Tới mùa xuân 1981, hiến pháp mới của Campuchia được thông qua, sau đó là cuộc bầu cử toàn quốc để chọn ra 117 đại biểu quốc hội. Hun Sen được bầu làm Bộ trưởng Ngoại giao, Heng Samrin làm Chủ tịch nước. Ba sư đoàn mới được thành lập và đặt dưới Bộ Quốc phòng, nhưng an ninh vẫn được duy trì chủ yếu dựa vào sự hiện diện của 180.000 quân Việt Nam (mà lực lượng chủ chốt là Quân đoàn 4) do thượng tướng Lê Đức Anh chỉ huy.
Chính quyền mới của Campuchia chỉ được một số nước thuộc khối xã hội chủ nghĩa công nhận. Chính phủ của Pol Pot tiếp tục được các nước phương Tây, Trung Quốc và khối ASEAN công nhận và vẫn là thành viên Liên Hợp Quốc.

### Căng thẳng biên giới với Thái Lan

Căn cứ các lực lượng chống đối 1979-1984

Campuchia bị mất, Thái Lan trở nên một địa bàn chiến lược quan trọng để Trung Quốc có thể giúp đỡ cho Khmer Đỏ tiếp tục cuộc chiến. Sau khi họp xong với Ieng Sary, Đặng Tiểu Bình bí mật cử Cảnh Biểu, Ủy viên Bộ Chính trị, cùng Thứ trưởng ngoại giao Hàn Niệm Long sang Bangkok hội đàm với Thủ tướng Thái Kriangsak Chomanan tại căn cứ không quân Utapao. Sau khi Việt Nam liên minh với Liên Xô và tấn công Campuchia, Thái Lan không còn giữ thái độ trung lập nữa, Kriangsak đồng ý để Trung Quốc dùng lãnh thổ Thái Lan tiếp tế cho Khmer Đỏ.
Thủ tướng Thái Kriangsak cũng tìm kiếm hỗ trợ từ Washington nhằm ngăn ngừa Hà Nội. Để biểu thị sự ủng hộ Thái Lan, Hoa Kỳ chuyển giao cho Thái số lượng đạn dược trị giá $11.3 triệu đô la tồn kho tại Thái Lan từ thời chiến tranh Việt Nam. Chính quyền Carter cũng hứa hẹn thúc đẩy việc chuyển giao chiến đấu cơ F-5E và các loại vũ khí hiện đại khác mà Thái đã đặt mua, và tăng lượng vũ khí bán cho Thái từ mức 30 triệu đô la một năm lên 50 triệu. Tuy vậy, trong trường hợp chiến tranh nổ ra, quân Thái Lan vẫn không phải là đối thủ của Việt Nam. Với lực lượng 141.000 quân, số lượng quân Thái chỉ bằng 1/4 quân Việt Nam, và họ không có được kinh nghiệm chiến đấu như quân Việt Nam.

## Phản ứng quốc tế
Sau khi tiến hành đưa quân vào Campuchia, Việt Nam đã chủ động thông báo với Hội đồng Bảo an vào ngày 11/1/1979 theo quy định về tự vệ chính đáng được quy định tại Điều 51 Hiến chương LHQ. Trong đó, Đại sứ Đại sứ Việt Nam Hà Văn Lâu tuyên bố cộng đồng quốc tế trong hai tuần qua đã quá tập trung vào việc Việt Nam đưa quân vào Campuchia mà quên mất rằng chính quyền Khmer Đỏ đã phạm tội ác diệt chủng suốt thời gian trước đó, việc lật đổ chính quyền Khmer Đỏ là cần thiết để kịp thời ngăn chặn tội ác này. Ông cũng cho rằng Mặt trận Đoàn kết Dân tộc Cứu nước Campuchia đã thực hiện cuộc cách mạng của nhân dân Campuchia khi lật đổ chế độ Khmer Đỏ, việc quân đội Khmer Đỏ tấn công lãnh thổ Việt Nam đã buộc Quân đội nhân dân Việt Nam thực hiện tự vệ chính đáng theo Hiến chương Liên hợp quốc.
Ngày 12/1/1979, Hội đồng Bảo an mời Việt Nam, Cuba, Hoàng tử Norodom Sihanouk phát biểu tại phiên họp của HĐBA. Tại đây, Hoàng tử Norodom Sihanouk cho rằng Việt Nam đã thực hiện một cuộc "xâm lược trắng trợn" kiểu chiến tranh chớp nhoáng và đề nghị HĐBA ra nghị quyết yêu cầu Việt Nam rút quân và ngừng mọi hành động can thiệp vào Campuchia nhưng không đề nghị HĐBA lên án Việt Nam. Tuy nhiên, do bị Liên Xô và Tiệp Khắc bỏ phiếu chống nên yêu cầu của Hoàng tử Norodom Sihanouk không được thực hiện. Hội đồng Bảo an thống nhất sẽ họp lại sau khi Việt Nam rút quân. Đại diện Mỹ Andrew Young cho rằng tuyên bố của Hoàng tử Norodom Sihanouk cơ bản chỉ liên quan tới việc lật đổ chính quyền ở Campuchia. Trung Quốc cáo buộc Liên Xô là "đại bá" và Việt Nam là "tiểu bá". Thay mặt ngoại trưởng Cộng hòa nhân dân Campuchia Hun Sen, Đại sứ Việt Nam Hà Văn Lâu đưa ra đề nghị không nên cho phép Hoàng tử Norodom Sihanouk được phát biểu tại các phiên họp của HĐBA vì cho rằng Hiến chương LHQ không cho phép một nhà nước được sụp đổ được phát biểu tại đây. Đại sứ Hà Văn Lâu cũng cho rằng Việt Nam chỉ chiến đấu với lực lượng vũ trang Khmer Đỏ còn việc Mặt trận Đoàn kết Dân tộc Cứu nước Campuchia lật đổ Khmer Đỏ là công việc nội bộ của Campuchia nên Việt Nam không can thiệp vào việc này, Việt Nam đơn thuần chỉ thực hiện tự vệ chính đáng. Đại sứ Raul Roa của Cuba chỉ trích trực tiếp Hoàng tử Norodom Sihanouk là con tốt của Trung Quốc và cho rằng vị hoàng tử Campuchia phải chịu trách nhiệm khi chính quyền Khmer Đỏ thực hiện các tội ác. Hoàng tử Norodom Sihanouk đã tỏ ra hài lòng khi Mỹ tiếp tục ủng hộ Khmer Đỏ giữ ghế tại Liên hợp quốc mặc dù thừa nhận chính quyền này đã phạm phải nhiều tội ác cũng như không chấp nhận việc Việt Nam can thiệp vào Campuchia. Anh Quốc tuyên bố "dù nhân quyền ở Campuchia có thế nào, không thể tha thứ cho Việt Nam, vốn có nhân quyền cũng đáng lên án, khi vi phạm lãnh thổ Campuchia Dân Chủ". Pháp tuyên bố "Quan niệm rằng vì một chính quyền đáng xấu hổ, mà có thể biện minh cho can thiệp nước ngoài và lật đổ, thật là nguy hiểm.". Na Uy "mạnh mẽ phản đối" các vi phạm nhân quyền của Pol Pot, nhưng vi phạm nhân quyền này "không thể biện hộ cho hành động của Việt Nam". Bồ Đào Nha nói hành động của Việt Nam "vi phạm rõ rệt nguyên tắc không can thiệp" bất chấp hồ sơ nhân quyền "tệ hại" ở Campuchia. New Zealand cũng nói Campuchia Dân Chủ của Pol Pot có nhiều cái xấu, nhưng "việc xấu của một nước không biện minh cho sự xâm lăng lãnh thổ của một nước khác". Australia "hoàn toàn ủng hộ quyền của Campuchia Dân Chủ được độc lập, chủ quyền, toàn vẹn lãnh thổ". Singapore phát biểu "Không nước nào có quyền lật đổ chính phủ Campuchia Dân Chủ, dù chính phủ này có đối xử tàn tệ nhân dân thế nào. Đi ngược nguyên tắc này có nghĩa là thừa nhận chính phủ nước ngoài lại có quyền can thiệp và lật đổ chính phủ nước khác." và họ lo ngại Việt Nam đang đe dọa an ninh của Singapore và khu vực.
Ngày 16/3/1979, Hội đồng Bảo an bỏ phiếu về một nghị quyết do Asean bảo trợ, kêu gọi ngừng bắn trong toàn khu vực, rút quân đội nước ngoài, và giải quyết bằng hòa bình. Liên Xô buộc phải dùng quyền phủ quyết để bác bỏ nghị quyết này.
Ngày 21/9/1979, Đại hội đồng tổ chức phiên họp để xác định người đại diện của Campuchia tại Liên hợp quốc. Việt Nam, Liên Xô và 33 nước khác ủng hộ Cộng hòa Nhân dân Campuchia giữ ghế này nhưng 71 nước khác, gồm Trung Quốc, Mỹ, Thái Lan, Singapore, Malaysia, Indonesia, Philippines (bên ủng hộ Khmer Đỏ mạnh mẽ nhất) ủng hộ Khmer Đỏ, 34 nước bỏ phiếu trắng và 12 nước không bỏ phiếu khiến cho Khmer Đỏ tiếp tục giữ ghế này cho tới năm 1990. Phía Việt Nam và Liên Xô cho rằng Khmer Đỏ đã phạm vào các tội ác diệt chủng và không phải chính quyền chính danh ở Campuchia nên không có tư cách giữ ghế trong Liên hợp quốc. Phía Trung Quốc và 5 nước Thái Lan, Singapore, Malaysia, Indonesia, Philippines cho rằng dù bất kỳ chuyện gì đã xảy ra ở Campuchia thì ghế ở Liên hợp quốc vẫn phải thuộc về Khmer Đỏ. Dù bị chỉ trích mạnh mẽ nhưng Khmer Đỏ vẫn coi đây là một chiến thắng ngoại giao của mình. Phiên bỏ phiếu đã bị trì hoãn khi Đại sứ Ấn Độ tại Liên hợp Quốc Brajesh Chandra Mishra đề xuất để trống ghế này nhưng phía Singapore và Malaysia phản đối khi vẫn tiếp tục ủng hộ Khmer Đỏ, sau đó Ân Độ vẫn giữ quan điểm về việc không chấp nhận để một chế độ diệt chủng có ghế trong Liên hợp quốc. Phía Cộng hòa Nhân dân Campuchia cho rằng do họ đang thực tế lãnh đạo đất nước Campuchia một cách đầy đủ và ổn định nên họ mới có quyền nhận được ghế ở Liên hợp quốc. Mặc dù Khmer Đỏ tuyên bố vẫn kiểm soát 1/4 lãnh thổ Campuchia nhưng Pháp cho rằng Khmer Đỏ đã thổi phồng quá nhiều. Đại sứ Tommy Koh Thong Bee của Singapore cho rằng "nếu chúng tôi (những nước ủng hộ Khmer Đỏ) ủng hộ học thuyết can thiệp nhân đạo thì thế giới vốn dĩ đang rất nguy hiểm cho các nước nhỏ thì sẽ còn nguy hiểm hơn cho những nước này". Đại sứ Hà Văn Lâu của Việt Nam khẳng định việc Việt Nam triển khai quân đội ở Campuchia là không liên quan đến lĩnh vực chủ quyền quốc gia, chủ quyền của Campuchia không bị xâm phạm và việc quân đội Việt Nam ở Campuchia là một nhân tố bảo vệ hòa bình và ổn định ở khu vực. Phía Việt Nam cho rằng họ đang thực hiện nghĩa vụ quốc tế về bảo vệ quyền con người chứ không hề xâm phạm chủ quyền Campuchia, việc sử dụng lực lượng vũ trang là biện pháp cuối cùng khi Việt Nam đã chủ động đàm phán ngoại giao với Khmer Đỏ từ năm 1975 nhưng không có kết quả và việc lực lượng vũ trang Việt Nam thực hiện nghĩa vụ quốc tế là biện pháp tương xứng để kịp thời chấm dứt tội ác chống lại loài người do Khmer Đỏ thực hiện ở Campuchia.
Ngày 14/11/1979, Đại hội đồng Liên Hợp Quốc ra nghị quyết số 34/22 với nội dung quan ngại sâu sắc cuộc xung đột ở Campuchia đang leo thang và đe dọa nghiêm trọng hòa bình, ổn định ở Đông Nam Á, hối tiếc sâu sắc về sự can thiệp vũ trang từ bên ngoài (không nói rõ nước nào) vào nội bộ của Campuchia, cảnh báo nghiêm trọng về việc xung đột ở Campuchia có thể lan sang các nước láng giếng khiến các cường quốc phải can thiệp sâu hơn, quan ngại sâu sắc tình trạng khốn cùng mà nhân dân Campuchia đang phải chịu đựng, kêu gọi mọi thành viên Liên hợp quốc sử dụng mọi biện pháp khẩn cấp để tái định cư đối với những người Campuchia phải từ bỏ nhà cửa, kêu gọi các bên tham gia xung đột tôn trọng các quyền cơ bản của con người và ngừng bắn, đề nghị các bên rút lực lượng nước ngoài và hạn chế can thiệp công việc nội bộ của Campuchia để người dân Campuchia được tự do lựa chọn tương lai và số phận của mình một cách dân chủ, các bên sử dụng các biện pháp hòa bình để giải quyết xung đột. Nghị quyết do 5 nước Thái Lan, Singapore, Malaysia, Philippines và Indonesia đề xuất và Trung Quốc vận động hành lang mạnh mẽ được thông qua với 91 phiếu thuận, 21 phiếu chống và 29 phiếu trắng đồng thời không nêu đích danh quốc tịch lực lượng nước ngoài ở Campuchia. Các đề xuất lo ngại cuộc tấn công của Việt Nam có thể lan sang Thái Lan và mặc dù chính quyền Pol Pot gây ra cái chết của hàng trăm nghìn người thì nguyên tắc không can thiệp vào nội bộ nước khác vẫn phải được duy trì bảo vệ các nước nhỏ như họ. Phía Việt Nam nhấn mạnh việc họ triển khai lực lượng vũ trang ở Campuchia là do Cộng hòa nhân dân Campuchia đề nghị và để thực hiện nghĩa vụ quốc tế về bảo vệ quyền con người ở Campuchia, nghị quyết 34/22 của Đại hội đồng là sự đồng lõa với việc Trung Quốc xâm lược Việt Nam vào tháng 2/1979. Mặc dù Việt Nam và Liên Xô đề xuất sáng kiến xây dựng "khu vực hòa bình" ở Đông Nam Á để giải quyết xung đột nhưng với sự cản trở của Mỹ và Trung Quốc, Hội đồng Bảo an đã không thể thông qua nghị quyết liên quan đến sáng kiến này.
Sau đó Đại hội đồng Liên Hợp Quốc tiếp tục ra nhiều nghị quyết về việc Việt Nam đóng quân tại Campuchia:
- Nghị quyết số 35/6 ngày 22/10/1980 tuyên bố tình trạng thù địch giữa các bên ở Campuchia vẫn tiếp tục xảy ra và đã có một số hoạt động xung đột lan sang Thái Lan, Đại hội đồng quan ngại sâu sắc việc quân đội nước ngoài triển khai lực lượng và vũ khí gần biên giới Thái Lan-Campuchia (thực tế không chỉ Việt Nam mà còn có Trung Quốc, Mỹ và các nước ASEAN triển khai ở khu vực này), tiếp tục kêu gọi rút lực lượng vũ trang nước ngoài khỏi Campuchia trong khoảng thời gian do LHQ xác định.[54]

- Nghị quyết số 37/6 ngày 28/10/1982 tuyên bố lấy làm tiếc một cách sâu sắc (deploring) việc can thiệp vũ trang nước ngoài (bao gồm cả Việt Nam, Trung Quốc, Mỹ, Thái Lan, Singapore, Malaysia) vẫn tiếp tục và khiến tình trạng thù địch ở Campuchia chưa thể chấm dứt, đại hội đồng thừa nhận rằng một giải pháp chính trị toàn diện ở Campuchia sẽ tạo điều kiện để các lực lượng nước ngoài rút khỏi Campuchia (đàm phán để có giải pháp chính trị trước, rút quân sau), ủng hộ việc tổ chức Hội nghị quốc tế về Campuchia.[55]

- Nghị quyết số 38/3 ngày 27/10/1983 tuyên bố Đại hội đồng thừa nhận rằng việc rút tất lực lượng vũ trang nước ngoài khỏi Campuchia dựa trên một giải pháp chính trị toàn diện là yêu cầu cấp bách và mọi căng thẳng ở Đông Nam Á chỉ được giảm nhẹ sau một giải pháp chính trị toàn diện ở Campuchia.[56]

- Nghị quyết số 40/7 ngày 05/11/1985 nhấn mạnh rằng không có giải pháp nhân đạo nào hiệu quả nếu thiếu giải pháp chính trị ở Campuchia.[57]

- Nghị quyết số 42/3 ngày 14/10/1987 hoan nghênh vai trò của Ủy ban Ad-hoc trong việc liên tục triệu tập Hội nghị quốc tế về Campuchia.[58]

- Nghị quyết số 43/19 ngày 03/11/1988 công nhận việc các bên liên quan và có quan tâm tới tình hình Campuchia đã gặp nhau tại phiên họp không chính thức ở Jakarta (Indonesia) từ ngày 25-28/7 đã giúp cải thiện tình hình.[59]

- Nghị quyết số 44/22 ngày 17/11/1989 công nhận mặc dù chưa đạt được giải pháp chính trị nhưng Hội nghị Paris về Campuchia đã có nhiều nỗ lực cụ thể hóa các giải pháp chính trị và cũng lưu ý rằng quá trình rút các lực lượng vũ trang nước ngoài khỏi Campuchia không nằm trong bộ giải pháp chính trị cho nước này.[60]

Tuy nhiên, Hiến chương Liên hợp quốc quy định nghị quyết của Đại hội đồng chỉ có giá trị khuyến nghị mà không có giá trị ràng buộc về pháp lý, chỉ có nghị quyết của Hội đồng Bảo an mới có giá trị ràng buộc.
Ngày 20/9/1990, Hội đồng Bảo an thông qua Nghị quyết số 668, trong đó công nhận Hội nghị Paris về vấn đề Campuchia đã có nhiều đóng góp lớn để thực hiện giải pháp chính trị ở Campuchia, đại diện Hội đồng Dân tộc Tối cao sẽ giữ ghế của Campuchia tại Liên hợp quốc thay vì để Khmer Đỏ giữ ghế này. Đây là nghị quyết đầu tiên và có tính ràng buộc các bên liên quan ở Campuchia sau hơn 10 năm mà không có bất kỳ nghị quyết nào cũng như không có bất kỳ lệnh trừng phạt hay lên án đối với các bên liên quan. Sau đó, Hội đồng Bảo an tiếp tục thông qua các Nghị quyết số 717, 718, 728, 745, 766, 783, 792, 810, 826, 835, 840, 860, 880 liên quan đến Campuchia.
Năm 1997 hai Đồng Thủ tướng Campuchia viết thư Tổng Thư ký Liên Hợp Quốc xin trợ giúp tổ chức xét xử các lãnh đạo cao cấp của Khmer Đỏ. Sau đàm phán lâu dài hai bên ký hiệp định ngày 6 tháng 6 năm 2003, được Đại Hội đồng Liên Hợp Quốc phê chuẩn Tòa án Đặc biệt Tư pháp Campuchia.

## Giai đoạn bình định lãnh thổ (1980-1989)

### Hoa Kỳ, Trung Quốc và Thái Lan hỗ trợ Khmer Đỏ
Việt Nam hy vọng có thể nhanh chóng truy quét và tiêu diệt tàn quân Khmer Đỏ trước khi mùa khô 1979-1980 kết thúc, nhưng tàn quân Khmer Đỏ đã phân tán rải rác trong các trại tị nạn dọc biên giới Thái Lan-Campuchia.
Tổ chức cứu trợ khẩn cấp Campuchia của Mỹ, dựa vào đại sứ quán Mỹ tại Bangkok, đã nuôi dưỡng và hỗ trợ Khmer Đỏ để tiếp tục chống lại chính phủ mới của Campuchia do Việt Nam hậu thuẫn. Dưới sức ép của Mỹ, Chương trình Lương thực thế giới đã cung cấp lương thực cho 20.000 đến 40.000 lính Khmer Đỏ. Suốt một thập kỷ sau đó, cơ quan tình báo quân đội Mỹ đã giúp Khmer Đỏ do thám qua vệ tinh, đồng thời các lực lượng đặc nhiệm của Mỹ và Anh hướng dẫn quân Khmer Đỏ đặt hàng triệu quả mìn bộ binh khắp miền Tây Campuchia.
Hoa Kỳ và Trung Quốc cũng dùng quyền của mình ở Liên Hợp Quốc để giữ ghế đại diện cho Khmer Đỏ. Chính quyền Pol Pot dù chỉ còn là một nhóm du kích trong rừng nhưng lại được coi là đại diện hợp pháp duy nhất của Campuchia.
Trung Quốc tích cực hỗ trợ Khmer Đỏ với ngân khoản 80 triệu đôla hàng năm, và vận động Hoa Kỳ viện trợ cho các phe đối lập. Hoa Kỳ tiếp tục tiến hành cấm vận kinh tế với Việt Nam, và từ khi quân Việt Nam tiến vào Phnôm Pênh, hủy bỏ đàm phán bình thường hóa quan hệ với Việt Nam. Hoa Kỳ và đồng minh gây áp lực để cả Ngân hàng Phát triển châu Á và Ngân hàng Thế giới ngưng các khoản vay cho Việt Nam và Campuchia.
Thái Lan đồng ý cho lực lượng Khmer Đỏ thiết lập căn cứ tại vùng biên giới. Để hỗ trợ Khmer Đỏ, liên minh không chính thức giữa Trung Quốc và Thái Lan đã thiết lập một tuyến đường bí mật trên đất Thái tiếp tế cho Khmer Đỏ. Tàu Trung Quốc chở vũ khí đạn dược đến các cảng Sattahip và Klong Yai, từ đó, quân đội Thái Lan chuyển hàng đến cho các trại đóng quân của Khmer Đỏ dọc theo biên giới Thái Lan - Campuchia. Sứ quán Trung Quốc tại Bangkok phối hợp với các thương gia người Thái gốc Hoa cùng quân đội Thái chịu trách nhiệm cung cấp lương thực, thuốc men và hàng dân dụng cho Khmer Đỏ. Đổi lại, Trung Quốc trả phí vận chuyển cho quân đội Thái và cho phép quân đội Thái giữ lại một phần vũ khí. Trung Quốc cũng chuyển giao cho Thái Lan công nghệ chế tạo vũ khí chống tăng với điều kiện một phần sản lượng sẽ được chuyển cho Khmer Đỏ.
Ngoài hỗ trợ khổng lồ mà Bắc Kinh dành cho Khmer Đỏ, Trung Quốc cũng cung cấp viện trợ cho các phe phái đối lập khác ở Campuchia như KPNLF. Nhờ đó, lực lượng quân sự của các phái này có lúc đã phát triển lên gần 30 ngàn. Lực lượng Việt Nam vừa phải chống lại Khmer Đỏ vừa phải chống lại quân đội của các phe phái đối lập này.
Nhờ có sự giúp đỡ về vũ khí, lương thực của Trung Quốc, Hoa Kỳ và các căn cứ do Thái Lan cung cấp, từ tình trạng chỉ còn là những nhóm du kích hồi cuối năm 1979, đến cuối năm 1980 lực lượng Khmer Đỏ đã hồi phục sức mạnh, với quân số tăng lên khoảng 20.000 tới 40.000. Đến cuối năm 1981, chiến tranh du kích của Khmer Đỏ thực hiện tại Campuchia đã lan rộng mạnh mẽ tại những khu vực rộng lớn.

### Việt Nam hỗ trợ chính quyền mới và truy quét quân Khmer Đỏ
Được Việt Nam hậu thuẫn, ngày 8 tháng 1 năm 1979 Hội đồng Nhân dân Cách mạng nước Cộng hòa Nhân dân Campuchia do Heng Samrin làm Chủ tịch đã được thành lập. Đảng Nhân dân Cách mạng Campuchia về danh nghĩa là đảng cầm quyền tại Campuchia. Nhưng tổ chức này mới được thành lập nên chưa đủ sức bảo vệ chính phủ mới khỏi trước sức mạnh quân sự của Khmer Đỏ.
Chính hành động này đã làm cho Việt Nam bị cấm vận thông qua trong cuộc bỏ phiếu tại Liên Hợp Quốc vào năm 1985: Lào, Syria, Ba Lan, Mông Cổ, Cộng hòa Xã hội chủ nghĩa Xô viết Ukraina, Liên Xô, Samoa, Nicaragua, Cuba, Tiệp Khắc, Yemen, Iraq, Bulgaria, Ethiopia, Byelorussia và một số nước khác bỏ phiếu phản đối cấm vận Việt Nam. Tổng cộng 124 phiếu thuận, 17 phiếu chống. Việt Nam lâm vào tình cảnh bị cấm vận, thiếu thốn.
Hàng ngàn công chức và kỹ thuật viên Việt Nam đã được đưa sang Campuchia để khôi phục hệ thống điện, nước ở Phnôm Pênh, đưa hệ thống đường sắt vào hoạt động trở lại. Các bệnh viện và trạm xá được mở lại với các bác sĩ dân y và quân y Việt Nam cùng một số bác sĩ Campuchia còn sống sót qua thời Khmer Đỏ. Hàng trăm người Campuchia được gửi sang Việt Nam học các khóa cấp tốc về chăm sóc sức khỏe, giáo dục, ngân hàng, ngoại thương và an ninh.
Từ tháng 4/1979, lực lượng Việt Nam chỉ còn quân khu 5, quân khu 7, quân đoàn 4, quân khu 9 ở lại Campuchia, đóng thành bốn mặt trận 579, 779, 479 và 979. Từ năm 1979 đến giữa năm 1985, quân đội Việt Nam thực hiện các chiến dịch quân sự truy quét các căn cứ của Khmer Đỏ. Tháng 1 năm 1980, chiến dịch quân sự nhằm vào Khmer Đỏ tại Phnom Chhat bắt đầu. Các cuộc đụng độ giữa các lực lượng NCR và quân Việt Nam cũng diễn ra và lan sang cả lãnh thổ Thái Lan. Thời gian này, Khmer Đỏ bắt đầu tái xâm nhập Campuchia từ Thái Lan với khoảng 3-4 ngàn quân. Khi mùa mưa tới, Khmer Đỏ đã tái tổ chức lực lượng, chỉ huy và huấn luyện, bắt đầu các cuộc giao tranh quy mô nhỏ như đánh du kích, phục kích, pháo kích quấy rối.
Lực lượng Việt Nam và chính phủ Phnom Phênh tiếp tục truy đuổi và giáng những đòn nặng nề vào các nhóm chống đối. Năm 1982, trong một chiến dịch dữ dội nhất kể từ khi quân Việt Nam tiến vào lật đổ Khmer Đỏ, sư đoàn 7 Việt Nam đánh vào trại Sokh San của KPNLF, buộc họ phải bỏ chạy vào Thái Lan. Tới tháng 7 năm 1982, Việt Nam tuyên bố sẽ rút quân từng phần khỏi Campuchia đơn phương và vô điều kiện. Ngay lập tức, các lực lượng đối lập tăng cường các hoạt động quân sự. Quân Khmer Đỏ tăng cường hoạt động vũ trang tại các tỉnh Kampot, Takeo, Kampong Cham và Kampong Thom Sự yếu ớt của quân đội chính phủ Phom Penh khiến họ không thể chống đỡ được sự trỗi dậy của Khmer Đỏ. Tình hình quân sự tại Campuchia trong năm 1983 trở nên xấu đi, buộc Việt Nam phải ngừng việc rút quân khỏi Campuchia.
Tương quan lực lượng năm 1984 là Việt Nam có khoảng 180 ngàn quân tại Campuchia, so với khoảng 17 ngàn quân của KPNLF, và khoảng 30-50 ngàn quân Khmer Đỏ và khoảng 5 ngàn quân thuộc lực lượng Sihanouk.
Tới mùa khô năm 1984 - 1985, Việt Nam huy động khoảng 60 ngàn quân cho chiến dịch tấn công quyết định nhằm triệt hạ các căn cứ của Khmer Đỏ nằm gần Thái Lan, cùng với hàng chục ngàn dân công Campuchia xây đường và mở rộng các sân bay dã chiến tại khu vực biên giới. Cuối tháng 12 năm 1984, khoảng 1.000 quân Việt Nam đánh hạ căn cứ Nong Samet. Tháng 1 năm 1985, khoảng 4.000 quân Việt Nam, với hơn 30 xe tăng và xe bọc thép hỗ trợ, đánh vào căn cứ Ampil của lực lượng Mặt trận Nhân dân Giải phóng Quốc gia Campuchia (KPNLF) với 5.000 quân phòng ngự và triệt hạ hoàn toàn căn cứ này sau 36 giờ. Quân Việt Nam và quân chính phủ Cộng hòa Nhân dân Campuchia cũng mở chiến dịch tấn công căn cứ lớn có gần 10.000 quân Khmer Đỏ đóng giữ tại Phnom Malai, nơi mà họ từng định đánh chiếm năm 1982 nhưng bất thành, và đã triệt hạ căn cứ này sau 2 ngày giao tranh. Chiến dịch mùa khô năm 1984-85 là chiến dịch lớn chưa từng có của Việt Nam kể cả về quy mô, thời gian và mức độ thành công.
Sau các chiến dịch 1984-85 của Việt Nam, lực lượng đối lập bị nhiều tổn thất. Liên quân KPNLF và Khmer Đỏ ước tính đã bị mất khoảng 1/3 lực lượng do thương vong và đào ngũ. Liên minh này mất toàn bộ các căn cứ trên đất Campuchia, trong đó có thủ đô lâm thời đặt tại một ngôi làng có tên Phum Thmei trong rừng sát biên giới Thái Lan. Khmer Đỏ rút một phần về Thái Lan, một phần chia nhỏ và ẩn trong nội địa. Hai phe Sihanouk và Son Sann rút hẳn vào trong lãnh thổ Thái Lan. Chiến dịch truy quét quy mô lớn kéo dài 5 tháng của Việt Nam đã chấm dứt hy vọng lật ngược tình thế của Khmer Đỏ và KPNLF. Kể từ cuối năm 1985, các lực lượng này về cơ bản không thể là mối đe dọa lớn đối với chính phủ Cộng hòa Nhân dân Campuchia được nữa.
Ngày 16 tháng 8 năm 1985, thông cáo của cuộc họp các bộ trưởng ngoại giao ba nước Đông Dương tại Phnôm Pênh tuyên bố Việt Nam sẽ rút quân hoàn toàn khỏi Campuchia, quá trình rút quân hoàn thành năm 1990.
Tháng 6 năm 1988, trên cơ sở trưởng thành của quân đội Campuchia và với sự thỏa thuận của giữa Việt Nam và Campuchia, Việt Nam đã rút toàn bộ chuyên gia dân sự và đến ngày 26 tháng 9 năm 1989, Việt Nam rút toàn bộ quân tình nguyện và chuyên gia quân sự Việt Nam về nước. Sau khi quân tình nguyện Việt Nam rút hết, lúc đầu phía Campuchia có lúng túng trước các hoạt động giành dân, chiếm đất của Khmer Đỏ và đồng minh nhưng dần dần Campuchia vươn lên làm chủ tình hình, kiểm soát trên 90% lãnh thổ.
Năm 1992-1993, lực lượng gìn giữ hòa bình Liên Hợp Quốc Campuchia (UNTAC - United Nations Transitional Authority in Cambodia) tạm thời quản lý Campuchia.

## Hoạt động hỗ trợ tại Campuchia của quân tình nguyện Việt Nam
Sau khi Campuchia giải phóng, Việt Nam đã quyết định để bộ đội tình nguyện tiếp tục ở lại Campuchia đề phòng Khmer Đỏ quay lại cướp chính quyền. Thủ tướng Campuchia là Hun Sen cho biết Việt Nam định rút quân sớm, nhưng ông đã đề nghị quân Việt Nam ở lại để giúp đỡ và họ đã đóng vai trò giải phóng Campuchia:
| “ | Tôi đã nói với họ (Việt Nam) là nếu họ rút quân và Pol Pot quay trở lại thì nhiều người sẽ bị giết. Vào thời điểm đó, các lực lượng của Campuchia không đủ sức chống lại Pol Pot và chúng tôi cần thời gian để củng cố lực lượng và nền kinh tế của mình | ” |

| “ | Chính phủ Việt Nam không muốn để quân ở lại. Phía chúng tôi yêu cầu họ như thế. Sau đó chúng tôi đồng ý họ thử giảm bớt các lực lượng vào năm 1982. Chính phủ Việt Nam giảm dần quân số, còn chúng tôi sẽ dần tăng lực lượng của mình lên. Tôi vẫn còn nhớ cuộc họp các bộ trưởng ngoại giao, gồm Campuchia, Lào và Việt Nam ở Hà Nội vào năm 1985, chúng tôi đã đồng ý là các lực lượng bộ đội Việt Nam sẽ rút quân từ 10-15 năm nữa. Nhưng do sự phát triển nhanh chóng của các lực lượng vũ trang Campuchia và các cuộc đàm phán (hòa bình) giữa Sihanouk và tôi, chúng tôi đã rút các lực lượng bộ đội Việt Nam sớm hơn | ” |

Trong thời kỳ đóng quân tại Campuchia, quân đội và chuyên gia Việt Nam đã giúp đỡ hàng triệu người dân Campuchia trở về quê cũ, khôi phục sản xuất, làm lại nhà cửa, trường học, chùa chiền. Nhân dân Campuchia đã dấy lên một cao trào quần chúng hồi sinh từng người, từng gia đình, từng thôn ấp và hồi sinh toàn dân tộc. Quân đội và chuyên gia Việt Nam đã giúp những người dân này sửa lại nhà, ai không còn nhà thì dựng lại nhà, làm sạch giếng cho người dân Campuchia uống, cung cấp lương thực cho người dân Campuchia, khôi phục và sửa chữa lại trường học. Lực lượng ngành y của Việt Nam đi cùng bộ đội thời bấy giờ thì chữa bệnh cho người dân Campuchia. Dần dần trường lớp, làng mạc, bệnh viên, trường học... được khôi phục lại. Bộ quốc Phòng đã chỉ đạo hành động theo từng giai đoạn. Theo đó, giai đoạn đầu do người dân Campuchia chưa có gì, Việt Nam sẽ thực hiện "Việt Nam làm giúp Campuchia" - nghĩa là đánh giặc cũng Việt Nam, giúp dân sản xuất cũng Việt Nam, xây dựng chính quyền cũng Việt Nam (bởi khi đó chính quyền của Campuchia đã bị Khmer Đỏ phá hủy). Khi người dân Campuchia đã có cơ sở, Việt Nam chuyển sang khẩu hiệu "Ta, bạn cùng làm". Giai đoạn ba là "Bạn làm ta giúp" - nghĩa là khi người dân Campuchia đã đủ khả năng, người dân Campuchia yêu cầu tới đâu Việt Nam giúp tới đó. Cuối cùng, khi người dân Campuchia thực sự lớn mạnh thì Việt Nam rút toàn bộ quân tình nguyện về nước để người dân Campuchia tự đảm đương công việc trong nước.

## Hội nghị Paris về Campuchia
Lập trường của phái đoàn Việt Nam gồm 10 điểm sau:
1. Vạch trần tội ác của Khmer Đỏ đối với nhân dân Campuchia và hành vi xâm lược của Khmer Đỏ đối với các tỉnh Tây Nam Bộ của Việt Nam
2. Đưa ra các bằng chứng về những tội ác chiến tranh, diệt chủng, xâm lược, tội ác chống lại loài người của Khmer Đỏ và hành động của Việt Nam là tự vệ và là thực hiện nghĩa vụ quốc tế về bảo vệ quyền con người
3. Kiên quyết loại trừ phe diệt chủng Pol Pot (trong khi Trung Quốc đưa ra yêu sách phe Pol Pot phải có ghế trong chính phủ liên hiệp)
4. Coi sự tham gia của Khmer Đỏ tại Hội nghị là vật cản chính và duy nhất của Hội nghị... do phe này phục vụ lợi ích của một số nước tham gia Hội nghị chứ không phục vụ lợi ích của người Campuchia[78]
5. Tôn trọng nguyên tắc nước ngoài không được can thiệp vào công việc nội bộ Campuchia
6. Tôn trọng nguyên trạng ở Campuchia có 2 chính quyền,
7. Tôn trọng quyền của nhân dân Campuchia tự quyết định chế độ chính trị của mình và lập chính phủ của mình, thông qua tổng tuyển cử tự do.
8. Phía Việt Nam chấp nhận sự đóng góp của Liên Hợp Quốc nếu Liên Hợp Quốc chấm dứt những nghị quyết thiên vị, ủng hộ 1 bên chống 1 bên.
9. Những tội ác của Khmer Đỏ buộc Việt Nam phải tự vệ và có những hành động mang tính thực hiện nghĩa vụ quốc tế về bảo vệ quyền con người tại Campuchia
10. Việt Nam cam kết sẽ rút quân khi các bên đạt được thỏa thuận chính trị ở Campuchia và việc rút quân chậm nhất là năm 1990

Theo cựu ngoại trưởng Singapore Bilahari Kausikan thì Singapore đã bị Mỹ cảnh báo rằng sẽ có "máu đổ trên sàn nhà" nếu Singapore không chịu ủng hộ Khmer Đỏ, nói cách khác Singapore bị Mỹ ép phải ủng hộ Khmer Đỏ để bảo vệ lợi ích tối cao của Mỹ.
Trong Tuyên bố của chính phủ Cộng hòa Xã hội chủ nghĩa Việt Nam nhân dịp ký kết hiệp định hòa bình về Campuchia, phía Việt Nam nhấn mạnh:
"...Hơn 12 năm qua, với truyền thống đoàn kết, hữu nghị lâu đời giữa hai dân tộc Việt Nam và Campuchia, Quân đội Nhân dân Việt Nam không quản muôn vàn hy sinh gian khổ đã hết lòng ủng hộ và giúp đỡ nhân dân Campuchia trong cuộc đấu trong vì độc lập, chủ quyền và sự sống còn của dân tộc. Những cống hiến to lớn của quân tình nguyện Việt Nam đã giúp nhân dân Campuchia từng bước hồi sinh và góp phần vào sự nghiệp hòa bình và hợp tác ở Đông Nam Á. Những cống hiến đó đã và sẽ mãi được lịch sử hai dân tộc ghi nhận và trân trọng... Chính phủ Cộng hòa Xã hội chủ nghĩa Việt Nam khẳng định lại quan điểm của mình về việc thực hiện Hiệp định Hòa bình về Campuchia, nhất là các điều khoản liên quan đến vai trò của Liên hợp quốc ở Campuchia, trong thời kỳ quá độ phải dựa trên cơ sở tôn trọng Hiến chương Liên hợp quốc, tôn trọng chủ quyền của Campuchia và chủ quyền của các nước láng giềng của Campuchia... Cộng hòa Xã hội chủ nghĩa Việt Nam sẵn sàng cùng các bên tham gia ký kết và Liên hợp quốc làm đầy đủ trách nhiệm thi hành Hiệp định nhằm bảo đảm một nền hòa bình lâu dài, bền vũng ở Campuchia; tôn trọng chủ quyền, độc lập, toàn vẹn lãnh thổ và bất khả xâm phạm lãnh thỏ, thống nhân dân tộc của Campuchia; tôn trọng nền trung lập và không liên kết của Campuchia; tôn trọng chủ quyền của các nước láng giềng của Campuchia, góp phần vào hòa bình, ổn định hữu nghị và hợp tác ở khu vực Đông Nam Á. Việt Nam mong rằng nhân dân Campuchia trong tinh thần hòa giải và hòa hợp dân tộc sẽ vượt qua mọi khó khăn, thử thách, xây dựng đất nước Campuchia giàu mạnh, đạt tới cuộc sống bình yên, ấm no, hạnh phúc"

Cộng hòa Xã hội chủ nghĩa Việt Nam cũng cho rằng Hiệp định hòa bình tại Campuchia sẽ tạo cơ hội để nhân dân Campuchia khôi phục và phát triển đất nước, xây dựng một nước Campuchia hòa bình, độc lập, tự do, dân chủ và tiến bộ xã hội. Hòa bình được lập lại tại Campuchia cũng mở ra triển vọng về một thời kỳ mới cho các nước trong khu vực xây dựng một Đông Nam Á hòa bình, ổn định hợp tác và phồn vinh, góp phần quan trọng vào hòa bình, an ninh và hợp tác ở khu vực châu Á-Thái Bình Dường và trên toàn thế giới.

## Hiệp định Paris về tái lập hòa bình tại Campuchia
Hiệp định có tên đầy đủ là Hiệp định về một giải pháp chính trị toàn diện cho cuộc xung đột Campuchia. Tham gia hiệp định gồm Úc, Brunei, Campuchia, Canada, Trung Quốc, Pháp, Ấn Độ, Indonesia, Nhật Bản, Lào, Malaysia, Philippines, Singapore, Thái Lan, Liên Xô, Anh, Hoa Kỳ, Việt Nam và Nam Tư, đại diện Tổ chức quốc tế có Liên Hợp Quốc.
Hiệp định có 9 chương, 32 điều. Nội dung cơ bản bao gồm:
1. Về mặt nội bộ của Campuchia: Hội đồng Dân tộc tối cao Campuchia trao tất cả quyền lực cần thiết cho Liên Hợp Quốc thi hành hiệp định
- Liên Hợp Quốc đưa một lực lượng, trong đó có bộ phận quân sự vào Campuchia kiểm soát ngừng bắn, rút quân nước ngoài, chấm dứt viện trợ quân sự nước ngoài
- Với lý do bảo đảm cho Tổng tuyển cử được tự do và công bằng Liên Hợp Quốc trực tiếp kiểm soát 5 bộ: Quốc phòng, Nội vụ, Ngoại giao, Tài chính, Thông tin và một số cơ quan, tổ chức khác nếu xét thấy có thể trực tiếp ảnh hưởng tới kết quả bầu cử
- Liên Hợp Quốc là người tổ chức Tổng tuyển cử tại các tỉnh
- Liên Hợp Quốc tiến hành giải ngũ 70% quân đội các bên, kiểm soát số lượng cảnh sát được phép giữ lại, 30% quân đội còn lại sẽ được giải ngũ trước Tổng tuyển cử hoặc chính phủ mới quyết định số quân này vào quân đội quốc gia hay giải thể nốt
- Hội đồng Dân tộc tối cao Campuchia chỉ đưa ra những khuyến nghị với đại diện Tổng thư ký Liên Hợp Quốc về các hoạt động ở Campuchia, còn quyền quyết định tối hậu thuộc về đại diện đặc biệt của Tổng thư ký Liên Hợp Quốc.

2. Về mặt quốc tế:
- Nước ngoài rút quân khỏi Campuchia, các nước cam kết chấm dứt viện trợ quân sự cho các bên Campuchia
- Nhà nước Campuchia trong tương lai sẽ thi hành một chính sách trung lập, không có quân đội (trên thực tế Campuchia tái lập quân đội năm 1993), không có căn cứ quân sự nước ngoài, quan hệ hữu nghị với tất cả các nước
- Các nước cam kết tôn trọng quy chế trung lập đó của Campuchia

## Những xung đột cuối cùng
Sau khi Việt Nam rút quân, ngày 16 tháng 3 năm 1992, Cơ quan chuyển tiếp Liên Hợp Quốc tại Campuchia (UNTAC), dưới đại diện đặc biệt UNSYG Yasushi Akashi và Trung tướng John Sanderson, đã tới Campuchia để bắt đầu thực hiện kế hoạch hòa giải của Liên Hợp Quốc, kế hoạch này đã được ký kết nhờ kết quả của Hội nghị Paris năm 1991. Cuộc bầu cử tự do đã được tổ chức vào năm 1993. Đảng Campuchia Dân chủ (PDK) (lúc này chỉ còn kiểm soát 6% dân số Campuchia) đã cản trở người dân tham gia.
Hoàng thân Norodom Ranariddh thuộc đảng bảo hoàng Funcinpec là người nhận số phiếu bầu cao nhất với 45,5% phiếu bầu, chiếm 58 ghế quốc hội, tiếp đến là Đảng Nhân dân Campuchia (CPP) của Hun Sen (nguyên là Đảng cộng sản Campuchia) do Việt Nam hậu thuẫn chiếm 51 ghế. Funcinpec đã phải đàm phán để liên hiệp với Đảng Nhân dân Campuchia do Hun Sen lãnh đạo.
Một cố gắng ám sát Hun Sen đã được tiến hành vào năm 1996 bởi hai kẻ bắn tỉa bắn vào xe của ông ở thành phố Kandal. Hun Sen bình yên vô sự và tiếp tục từ tư dinh của ông ở Takhmau tới điện Chamcarmon ở Phnôm Pênh. Các cuộc đàm phán bí mật của Ranariddh với Khmer Đỏ nhằm mục đích gây dựng liên minh được xem là một sự khơi mào chiến tranh, Hun Sen đã quyết định ra tay trước để loại bỏ nguy cơ Khmer Đỏ quay lại. Từ ngày 5-6/7/1997 đã xảy ra cuộc xung đột ngay tại Thủ đô Phnôm Pênh. Với sự hỗ trợ từ các cố vấn quân sự Việt Nam, CPP đã dùng lực lượng quân sự đập tan nhóm FUNCINPEC.
Ngày 10/7/1997, ASEAN đã quyết định hoãn lại việc kết nạp Campuchia. Đứng trước tình hình này, Việt Nam đã chủ động tiến hành các hoạt động nhằm giúp đỡ, tạo điều kiện tối đa để Campuchia sớm được gia nhập ASEAN, kêu gọi cộng đồng quốc tế công nhận chính phủ Phnôm Pênh. Trong một nỗ lực khác, Việt Nam đã tích cực vận động và thuyết phục những nước có quan điểm thận trọng (Thái Lan, Singapore, Philipines) chấp nhận kết nạp Campuchia vào ASEAN. Việt Nam đã chuẩn bị trước tài liệu "Lễ kết nạp Campuchia vào ASEAN" và phân phát tài liệu này tại Hội nghị quan chức cấp cao ASEAN (SOM) ngày 8/12/1998. Ngoài ra, để tạo điều kiện thuận lợi cho Campuchia, phía Việt Nam đã mời Thủ tướng Hunsen sang thăm chính thức Việt Nam vào ngày 13/12, hai ngày trước khi Hội nghị cấp cao lần thứ VI khai mạc, nhằm giúp Campuchia vận động và thuyết phục các nước.
Trong cuộc bầu cử tháng 7/1998, đảng Nhân dân Campuchia (CPP) của Hun Sen giành thắng lợi. Hun Sen đã triển khai một chiến lược mới nhằm ly gián những đơn vị Khmer Đỏ còn lại bằng cách khuyến khích những lãnh đạo hàng đầu rời bỏ hàng ngũ chạy sang phía chính phủ. Quân số Khmer Đỏ giảm xuống còn 4.000 quân vào năm 1993 và chỉ còn khoảng 1.000 quân năm 1997. Khieu Samphan và Nuon Chea quy hàng Chính phủ Campuchia vào tháng 12/1998, Khmer Đỏ chính thức kết thúc tồn tại. Các lãnh đạo Khmer Đỏ còn sống cũng lần lượt bị bắt giam và bị tòa án quốc tế xét xử vì phạm những tội ác chiến tranh.

## Đánh giá

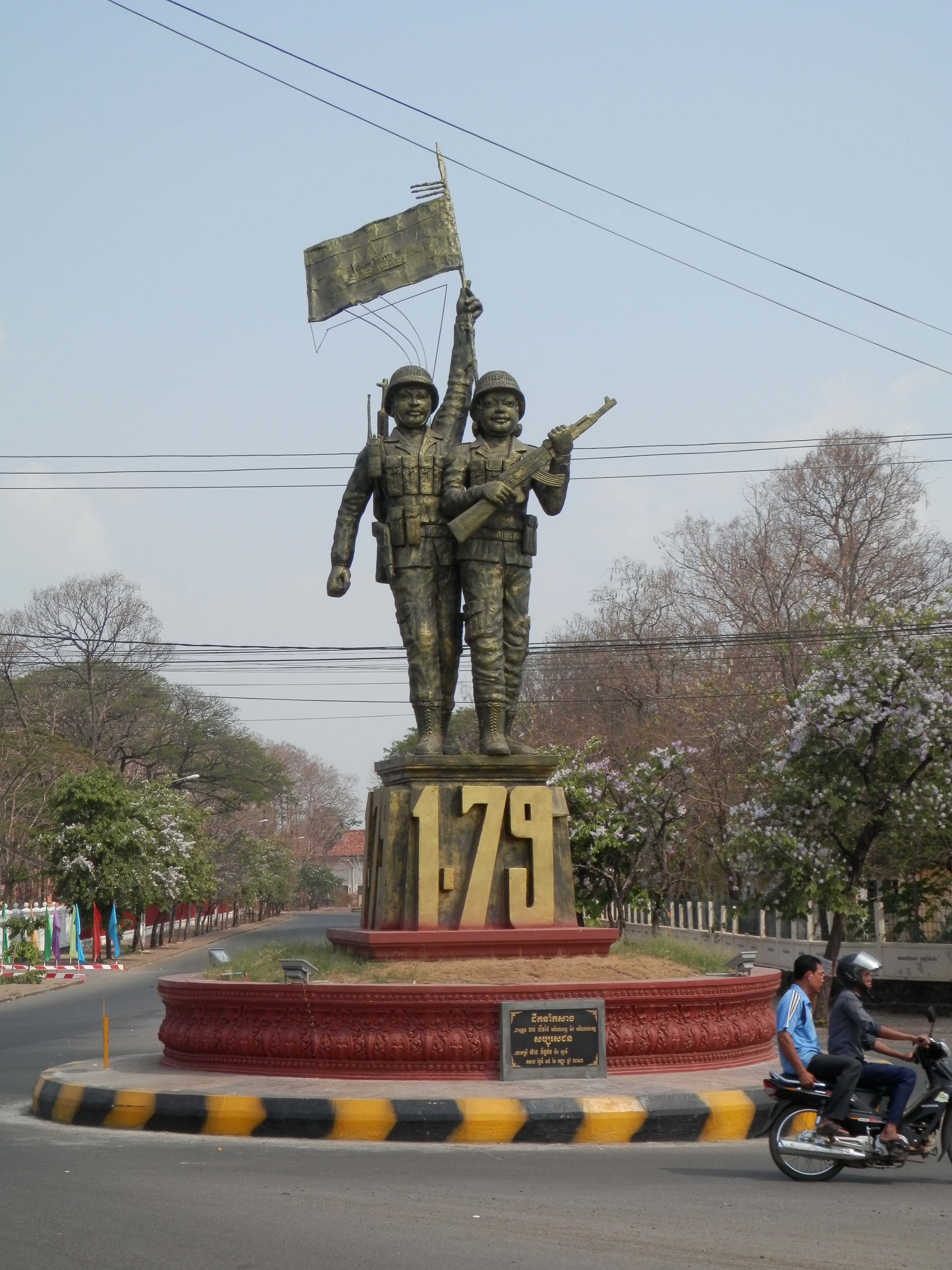
Tượng đài kỷ niệm quân tình nguyện Việt Nam tại Kampong Cham

Theo nhà nước Cộng hòa Xã hội Chủ nghĩa Việt Nam, bản chất của các cuộc tấn công vào lãnh thổ Việt Nam do Khmer Đỏ là các đợt xâm lược khác nhau. Năm 1979, Việt Nam tiến hành chiến dịch phản công. Cơ sở pháp lý của Việt Nam trong xung đột với Campuchia (1978-1990) đã thể hiện rõ rằng đây là một cuộc phản kích tự vệ khi bị xâm lược, đặc biệt Khmer Đỏ đã tấn công các tỉnh biên giới Tây Nam Bộ của Việt Nam và gây ra Thảm sát Ba Chúc trước khi Việt Nam phản kích. Việt Nam đã thực hiện các quyền tự vệ chính đáng khi bị tấn công được ghi trong Điều 51 Hiến chương Liên Hợp Quốc. Đây còn là cuộc giải cứu nhân đạo của Việt Nam nhằm giúp Campuchia thoát khỏi nạn diệt chủng do Khmer Đỏ gây ra. Lực lượng Quân tình nguyện Việt Nam có mặt ở Campuchia trong 10 năm để giúp chính quyền mới của Campuchia xây dựng đất nước. Hành động của Việt Nam xuất phát từ nhu cầu tự vệ chính đáng, trách nhiệm quốc tế cũng như lương tâm của một dân tộc từng chịu nhiều áp bức và ngoại xâm. Sự đóng góp, hy sinh của Việt Nam tại Campuchia vừa vì sự nghiệp bảo vệ Tổ quốc vừa với tinh thần quốc tế trong sáng và cao cả.
Cộng hòa Xã hội chủ nghĩa Việt Nam và Vương quốc Campuchia coi phiên toàn Xét xử những tội ác của Khmer Đỏ là minh chứng rõ nét rằng việc Việt Nam đưa quân vào Campuchia là tự vệ và thực hiện nghĩa vụ quốc tế về bảo vệ quyền con người chứ không phải là hành vi xâm lược mà phía tiến hành hành động xâm lược là Khmer Đỏ và nạn nhân bị xâm lược là Việt Nam. Ngay cả Thủ tướng Hun Sen cũng thừa nhận Việt Nam đã cứu Campuchia khỏi họa diệt chủng và việc quân tình nguyện Việt Nam ở lại Campuchia là theo yêu cầu của chính quyền mới